# 명탐정 코난의 에피소드 목록 (2006년~2010년)
아래는 애니메이션 작품인 《명탐정 코난》의 역대 에피소드 목록 (2006년~2010년)을 정리한 것이다. 극장판 스페셜과 디지털 리마스터 재방송은 제외하였다.

## 목록 (2006) / 425화~459화
| 425 | 361화             | Black impact! 조직의 손이 닿는 순간           | 블랙 임팩트! 조직의 손이 닿는 순간 (1부)       | 2006년 1월 9일   | 2009년 7월 31일 | 48권 File 9 ~ 49권 File 4 | 2시간 30분 스페셜(한국에서는 5회로 분할해 방영). 검은 조직이 국회의원에 출마하려는 군인 출신 정치인의 암살 계획을 코난과 FBI가 저지하는 에피소드. 요코(오소라)가 소개해 준 아나운서 미즈나시 레나(손예나)의 사건 의뢰로 코난이 껌에 붙어 둔 도청장치가 레나(손예나)의 구두에 붙은 것이 사건의 시작이다. 후반부에 코난과 FBI가 검은 조직을 쫓는 도중에 레나(손예나)가 교통사고로 중태에 빠지게 된다. 또한 도청장치가 진에 의해 발각되어 코고로(유명한)가 위험에 처한다. 미즈나시 레나(손예나), 캔티, 코른 등장. (일) 열일곱 번째 여는곡, 스물네 번째 닫는곡 시작. 코난 10주년 특집 영상이 나온다. |
| 425 | 362화             | Black impact! 조직의 손이 닿는 순간           | 블랙 임팩트! 조직의 손이 닿는 순간 (2부)       | 2006년 1월 9일   | 2009년 7월 31일 | 48권 File 9 ~ 49권 File 4 | 2시간 30분 스페셜(한국에서는 5회로 분할해 방영). 검은 조직이 국회의원에 출마하려는 군인 출신 정치인의 암살 계획을 코난과 FBI가 저지하는 에피소드. 요코(오소라)가 소개해 준 아나운서 미즈나시 레나(손예나)의 사건 의뢰로 코난이 껌에 붙어 둔 도청장치가 레나(손예나)의 구두에 붙은 것이 사건의 시작이다. 후반부에 코난과 FBI가 검은 조직을 쫓는 도중에 레나(손예나)가 교통사고로 중태에 빠지게 된다. 또한 도청장치가 진에 의해 발각되어 코고로(유명한)가 위험에 처한다. 미즈나시 레나(손예나), 캔티, 코른 등장. (일) 열일곱 번째 여는곡, 스물네 번째 닫는곡 시작. 코난 10주년 특집 영상이 나온다. |
| 425 | 363화             | Black impact! 조직의 손이 닿는 순간           | 블랙 임팩트! 조직의 손이 닿는 순간 (3부)       | 2006년 1월 9일   | 2009년 7월 31일 | 48권 File 9 ~ 49권 File 4 | 2시간 30분 스페셜(한국에서는 5회로 분할해 방영). 검은 조직이 국회의원에 출마하려는 군인 출신 정치인의 암살 계획을 코난과 FBI가 저지하는 에피소드. 요코(오소라)가 소개해 준 아나운서 미즈나시 레나(손예나)의 사건 의뢰로 코난이 껌에 붙어 둔 도청장치가 레나(손예나)의 구두에 붙은 것이 사건의 시작이다. 후반부에 코난과 FBI가 검은 조직을 쫓는 도중에 레나(손예나)가 교통사고로 중태에 빠지게 된다. 또한 도청장치가 진에 의해 발각되어 코고로(유명한)가 위험에 처한다. 미즈나시 레나(손예나), 캔티, 코른 등장. (일) 열일곱 번째 여는곡, 스물네 번째 닫는곡 시작. 코난 10주년 특집 영상이 나온다. |
| 425 | 364화             | Black impact! 조직의 손이 닿는 순간           | 블랙 임팩트! 조직의 손이 닿는 순간 (4부)       | 2006년 1월 9일   | 2009년 7월 31일 | 48권 File 9 ~ 49권 File 4 | 2시간 30분 스페셜(한국에서는 5회로 분할해 방영). 검은 조직이 국회의원에 출마하려는 군인 출신 정치인의 암살 계획을 코난과 FBI가 저지하는 에피소드. 요코(오소라)가 소개해 준 아나운서 미즈나시 레나(손예나)의 사건 의뢰로 코난이 껌에 붙어 둔 도청장치가 레나(손예나)의 구두에 붙은 것이 사건의 시작이다. 후반부에 코난과 FBI가 검은 조직을 쫓는 도중에 레나(손예나)가 교통사고로 중태에 빠지게 된다. 또한 도청장치가 진에 의해 발각되어 코고로(유명한)가 위험에 처한다. 미즈나시 레나(손예나), 캔티, 코른 등장. (일) 열일곱 번째 여는곡, 스물네 번째 닫는곡 시작. 코난 10주년 특집 영상이 나온다. |
| 425 | 365화             | Black impact! 조직의 손이 닿는 순간           | 블랙 임팩트! 조직의 손이 닿는 순간 (5부)       | 2006년 1월 9일   | 2009년 7월 31일 | 48권 File 9 ~ 49권 File 4 | 2시간 30분 스페셜(한국에서는 5회로 분할해 방영). 검은 조직이 국회의원에 출마하려는 군인 출신 정치인의 암살 계획을 코난과 FBI가 저지하는 에피소드. 요코(오소라)가 소개해 준 아나운서 미즈나시 레나(손예나)의 사건 의뢰로 코난이 껌에 붙어 둔 도청장치가 레나(손예나)의 구두에 붙은 것이 사건의 시작이다. 후반부에 코난과 FBI가 검은 조직을 쫓는 도중에 레나(손예나)가 교통사고로 중태에 빠지게 된다. 또한 도청장치가 진에 의해 발각되어 코고로(유명한)가 위험에 처한다. 미즈나시 레나(손예나), 캔티, 코른 등장. (일) 열일곱 번째 여는곡, 스물네 번째 닫는곡 시작. 코난 10주년 특집 영상이 나온다. |
| 426 | 366화             | 란에게 온 러브레터                            | 미란이가 받은 러브레터                         | 2006년 1월 16일  | 2009년 8월 5일  | 오리지널 ep139            | 란(미란)에게 러브레터가 온 가운데, 우연히 집에 누군가 들어온 흔적을 발견한 학교 선배를 만나는 에피소드. 학교 선배와 옛 첫사랑과의 사건의 연관성을 소노코(보라)가 마취총 없이도 코난과 흡사하게 추리한다. |
| 427 | 367화             | 초비밀의 통학로 (전편)                        | 통학로의 비밀 (전편)                           | 2006년 1월 23일  | 2009년 8월 6일  | 49권 File 5~7             | 아이(장미)와 비슷한 성향을 가진 4학년 여학생을 소년(어린이) 탐정단이 찾아 다니는 에피소드. 검은 조직의 소행일지도 몰라 아이(장미)는 코난의 모자를 빌려 쓰고, 여학생의 임시 담임에 대해 수상하게 생각한다. |
| 428 | 368화             | 초비밀의 통학로 (후편)                        | 통학로의 비밀 (후편)                           | 2006년 1월 30일  | 2009년 8월 6일  | 49권 File 5~7             | 편의점에서의 증언과 유미(김유미) 순경을 통해 여학생이 왜 수상한 행동을 보였고 어디에 있는지 밝혀내는 에피소드. 코난이 4학년 여학생의 임시담임에 대한 의심을 거둔다. 에필로그에 코난이 조는 중 란(미란)이 코고로(유명한)에게 새로 전학 온 남학생이 레나(손예나)와 닮았다고 얘기한다. |
| 429 | 369화             | 이제 돌아갈 수 없는 두 사람 (전편)            | 돌아갈 수 없는 두 사람 (전편)                  | 2006년 2월 6일   | 2009년 8월 12일 | 49권 File 8~10            | 의뢰인의 실종된 여자 친구가 의뢰인과 처음 만났던 장소에 있던 밀폐된 의뢰인 자동차 속에서 숨진 채 발견되는 에피소드. 코고로(유명한)에게 관심이 많은 레나(손예나)를 닯은 전학생이 사무소를 찾아온다. 혼도 에이스케(문재수) 등장. |
| 430 | 370화             | 이제 돌아갈 수 없는 두 사람 (후편)            | 돌아갈 수 없는 두 사람 (후편)                  | 2006년 2월 13일  | 2009년 8월 12일 | 49권 File 8~10            | 의뢰인의 여자 친구가 자살한 것이 아니라 어떤 방식으로 살해됐고 밀실 위장이 됐는지 밝히는 에피소드. 에이스케(문재수)가 코난에 대해 미심쩍게 생각한다. |
| 431 | 371화             | 본청 형사의 사랑 이야기 7 (전편)              | 형사 아저씨의 사랑 이야기 (전편)               | 2006년 2월 20일  | 2009년 8월 13일 | 50권 File 1~4             | 사토(오지인)와 다카기(신형선), 유미(김유미), 치바(이 형사)가 참석한 미팅에 함께 한 여성의 사촌 동생이 며칠 전 만난 수상한 사람에게 납치되는 에피소드. |
| 432 | 372화             | 본청 형사의 사랑 이야기 7 (후편)              | 형사 아저씨의 사랑 이야기 (후편)               | 2006년 2월 27일  | 2009년 8월 13일 | 50권 File 1~4             | 사촌 동생이 범인에게서 돌아온 가운데 낌새를 눈치 챈 다카기(신형선)가 범인 집으로 난입해 자살 기도한 범인을 구하는 에피소드. |
| 433 | 373화             | 코난 이상한 아이                              | 코난 못난 코                                   | 2006년 3월 6일   | 2009년 8월 19일 | 오리지널 ep140            | 범인이 유명 작가를 살해하고 그 범행을 작가와 분쟁이 있던 작가의 아들에게 떠넘기려는 것을 밝혀내는 에피소드. 이번 에피소드 제목(회문)에서 사건 해결의 실마리가 있다. |
| 434 | 374화             | 명견 쿨의 공훈                                | 명견 쿨의 우정                                 | 2006년 4월 10일  | 2009년 8월 19일 | 오리지널 ep141            | 범인이 시어머니를 살해한 후 이웃집 개에게 죄를 뒤집어 씌우려 한 것을 이웃집 개의 친구 개가 진상을 규명하는 증거를 찾아낸 에피소드. |
| 435 | 375화             | 탐정단에게 주목 취재 (전편)                   | 어린이 탐정단의 특별 취재 (전편)               | 2006년 4월 17일  | 2009년 8월 20일 | 50권 File 5~7             | 소년 탐정단(어린이 탐정단)에게 취재를 하려 했던 자유기고가(프리랜서 기자)가 살해당하는 에피소드. 아이(장미)가 같이 동행한 코바야시(김은주) 담임 선생님이 쳐다보는 것에 대해 검은 조직과 연관성을 감안해 코난에게 조심스럽게 행동할 것을 당부한다. |
| 436 | 376화             | 탐정단에게 주목 취재 (후편)                   | 어린이 탐정단의 특별 취재 (후편)               | 2006년 4월 24일  | 2009년 8월 20일 | 50권 File 5~7             | 자동 응답기 기록에 담긴 전철 소리 및 응답 내용, 그리고 사건 당일 꽃가루 알러지를 통해 범인이 어떤 식으로 자동 응답기를 통해 날짜를 조작해서 범행을 은폐하려 한 것을 밝혀내는 에피소드. 담임 선생님을 의식해 코난이 소년(어린이) 탐정단에게 배역을 조직하여 함께 사건을 해결한 것처럼 만든다. |
| 437 | 377화             | 우에토 아야(上戸 彩)와 신이치, 4년 전의 약속  | 슈퍼스타와 남도일, 4년 전의 약속               | 2006년 5월 8일   | 2009년 8월 26일 | 오리지널 ep142            | 4년 전 신이치(남도일)와 약속을 했던 연예인이 행방불명된 이웃 할머니를 찾기 위해 신이치(남도일)의 집을 방문하는 에피소드. |
| 열여덟 번째 여는곡 : 100번째의 문 |                   |                                               |                                                |                  |                 |                           | |
| 스물다섯 번째 닫는곡 : 이젠 너만은 놓치지 않을거야 |                   |                                               |                                                |                  |                 |                           | |
| 438 | 378화             | 물고기 메일 추적                              | 물고기 문자 추적                               | 2006년 5월 15일  | 2009년 8월 26일 | 51권 File 2~3             | 1층 카페의 점원에게 단골인 남자 아이가 이상한 문자를 보낸 진상을 밝히는 에피소드. 문자 내용을 통하여 남자아이가 어디있는지 밝혀낸다. (일) 열여덟 번째 여는곡, 스물다섯 번째 닫는곡 시작. 이번 닫는곡부터 다시 지난 장면이 나온다. |
| 439 | 379화             | 그리고 아무도 없다면 좋을텐데                 | 그리고 모두 다 사라졌으면 좋겠다               | 2006년 5월 22일  | 2009년 8월 27일 | 오리지널 ep143            | 3년 전 죽은 줄 알았던 미스테리 동호회 친구가 보낸 소설 원고처럼 옛 동호회 동기들이 죽거나 살해 위협을 받는 것에 대한 진상을 규명하는 에피소드. |
| 440 | 380화             | 극한의 CAR-STUNT                              | 위험한 자동차 스턴트                           | 2006년 5월 29일  | 2009년 8월 27일 | 오리지널 ep144            | 가면 야이바(사나이) 촬영 리허설 중 독단으로 자동차 스턴트 연기를 하다 추락사한 스턴트맨이 사고사가 아닌 살해 당했음을 밝히는 에피소드. |
| 대한민국 미공개 X파일 2기 : 꿈을 향해 (일본판 열세 번째 여는 곡: 그대와 약속한 아름다운 그 장소까지) 2014년 9월 25일 투니버스(목 21:00 ▶ 22:00) 7기 미방영 중 1화 방영 |                   |                                               |                                                |                  |                 |                           | |
| 441 | 635화 (X2-17화)   | 최후의 아~앙                                  | 최후의 아앙                                    | 2006년 6월 5일   | 2014년 9월 25일 | 오리지널 ep145            | 범인이 어떤 방법으로 피해자의 입을 벌리게 해서 총을 발사해 살해한 다음 알리바이를 조작해 3시에 방문할 피해자의 친구를 범인으로 몰려는 계획을 밝히는 에피소드. (한) 미공개 X파일 2기 마지막 에피소드) |
| 442 | 381화             | 철골에 가로막힌 사나이                        | 철골에 가로막힌 사나이                         | 2006년 6월 12일  | 2009년 9월 2일  | 오리지널 ep146            | 아이(장미)를 제외한 소년(어린이) 탐정단이 철골이 떨어져서 피하는 통에 기억상실 증세와 다리를 다친 남성의 가방에서 자살 도구가 나오자 그와 관련된 진실을 파헤치는 에피소드. |
| 443 | 382화             | 한숨의 개펄 조개잡이 (전편)                   | 한숨의 조개잡이 (전편)                         | 2006년 6월 26일  | 2009년 9월 2일  | 51권 File 4~6             | 소년(어린이) 탐정단과 아가사(브라운)가 조개를 잡던 곳에서 함께 조개를 잡던 대학생들 중 우울한 모습을 보인 대학생이 차 안에서 숨진 채 발견되는 에피소드. 쥬고(천범기)를 코난을 제외한 소년(어린이) 탐정단이 처음 접하고 형과 말투와 성격이 다름에 경악한다. |
| 444 | 383화             | 한숨의 개펄 조개잡이 (후편)                   | 한숨의 조개잡이 (후편)                         | 2006년 7월 3일   | 2009년 9월 3일  | 51권 File 4~6             | 소년(어린이) 탐정단이 피해자가 청산가리 음독 자살이 아닌 페트병과 의상을 이용한 살인이었음을 밝히는 에피소드. |
| 445 | 1019화(대 2-48화) | 러시안 블루의 비밀                            | 러시안 블루의 비밀                             | 2006년 7월 10일  | 2022년 8월 22일 | 51권 File 7~8             | 코고로(유명한)가 의뢰인의 딸이 의뢰인에게 실수로 보낸 일본어를 영어, 기호 등으로 변형한 문자 메시지를 에리(노애리)가 잠시동안 맡겨놓은 고양이로 하여금 해결하는 에피소드. |
| 446 | 384화             | 봉인되어버린 양창 (전편)                      | 봉인된 창문 (전편)                             | 2006년 7월 24일  | 2009년 9월 3일  | 51권 File 9~11            | 못으로 막아놓은 창문 틈 사이로 귀신이 다니고 사람이 목 매달려 죽었다던 별장에서 에이스케(문재수)가 창문 틈 사이의 뭔가를 보고 그 곳에 투숙하던 여자 뮤지션이 그 이야기처럼 목이 매달려 죽은 채 발견되는 에피소드. |
| 447 | 385화             | 봉인되어버린 양창 (후편)                      | 봉인된 창문 (후편)                             | 2006년 7월 31일  | 2009년 9월 9일  | 51권 File 9~11            | 범인이 어떤 방식으로 살해하고 밀실을 만들었는지 집 구조를 통해 밝혀내는 에피소드. 에이스케(문재수)가 뒤에서 코난을 주시하므로 야마무라(정영일)에게 코고로(유명한)가 문자를 보낸 것처럼 만들어 해결하도록 했다. |
| 448 | 1020화(대 2-49화) | 메구로의 꽁치 사건                            | 메구로의 꽁치 사건                             | 2006년 8월 14일  | 2022년 8월 30일 | 오리지널 ep147            | 코고로(유명한)와 만담대회를 함께 한 만담 달인이 흉기에 찔려 병원에 실러간 가운데 달인과 관련된 파문된 제자와 달인이 도와주는 여자 식당 주인이 서로 범인이라고 얘기하는 에피소드. 달인이 화이트보드에 왼손으로 쓴 가나를 다른 형식으로 읽어서 범인을 유추한다. |
| 449 | 386화             | 본청 형사의 사랑 이야기 - 가짜 웨딩           | 형사 아저씨의 사랑 이야기 - 가짜 결혼식 (전편) | 2006년 8월 21일  | 2009년 9월 9일  | 52권 File 3~5             | 1시간 스페셜. 결혼식의 신랑, 신부가 반년 전 강도사건의 범인이 결혼식장에 올 거라 생각해 경찰에게 도움을 요청하고 당사자와 닮은 다카기(신형선)와 미야모토 유미(김유미)가 신랑, 신부로 변장하고 그 진상을 밝혀내는 에피소드. 다카기(신형선)가 꾼 예지몽(?)처럼 유미(김유미)와 사토(오지인)가 엮인다. |
| 449 | 387화             | 본청 형사의 사랑 이야기 - 가짜 웨딩           | 형사 아저씨의 사랑 이야기 - 가짜 결혼식 (후편) | 2006년 8월 21일  | 2009년 9월 10일 | 52권 File 3~5             | 1시간 스페셜. 결혼식의 신랑, 신부가 반년 전 강도사건의 범인이 결혼식장에 올 거라 생각해 경찰에게 도움을 요청하고 당사자와 닮은 다카기(신형선)와 미야모토 유미(김유미)가 신랑, 신부로 변장하고 그 진상을 밝혀내는 에피소드. 다카기(신형선)가 꾼 예지몽(?)처럼 유미(김유미)와 사토(오지인)가 엮인다. |
| 대한민국 8기 : 빛 (일본판 서른네 번째 닫는곡 〈빛〉) 2010년 5월 26일 ~ 2010년 8월 19일 투니버스 (수~목 19:00; 450~504화 중 5화 미방)                                   |                   |                                               |                                                |                  |                 |                           | |
| 450 | 389화             | 트릭 vs 매직 (전편)                           | 죽음의 매직 (전편)                             | 2006년 8월 28일  | 2010년 5월 26일 | 오리지널 ep148            | 코고로(유명한)와 란(미란), 코난이 살인 위협을 받는 유명 마술사를 보호하려다 마술사가 수조탈출마술 도중 익사하면서 실패하게 되는 에피소드. (한) 8기 방영 시작 |
| 451 | 390화             | 트릭 vs 매직 (후편)                           | 죽음의 매직 (후편)                             | 2006년 9월 4일   | 2010년 5월 26일 | 오리지널 ep148            | 범인이 과연 누구이며 어떻게 마술 장치를 이용하여 마술사를 살해했는지 밝히는 에피소드. |
| 452 | 1021화(대 2-50화) | 금비라관의 유령                               | 금비라관의 유령(전편)                          | 2006년 9월 11일  | 2022년 8월 30일 | 오리지널 ep149            | 1시간 스페셜. 오페라의 유령을 고안한 일본 연극 극단에게 오페라의 유령과 유사한 사건들이 터지고, 무대 담당자가 살해되면서 극단장이 누명을 쓰게 되는 에피소드. 협박장의 암호가 사누키 암호를 이용하였다. |
| 452 | 1022화(대 2-51화) | 금비라관의 유령                               | 금비라관의 유령(후편)                          | 2006년 9월 11일  | 2022년 8월 30일 | 오리지널 ep149            | 1시간 스페셜. 오페라의 유령을 고안한 일본 연극 극단에게 오페라의 유령과 유사한 사건들이 터지고, 무대 담당자가 살해되면서 극단장이 누명을 쓰게 되는 에피소드. 협박장의 암호가 사누키 암호를 이용하였다. |
| Drama SP | Drama Sp          | 쿠도 신이치에게의 도전장, 이별까지의 프롤로그 | 남도일에게 보내는 도전장                       | 2006년 10월 2일  | 2008년 5월 2일  | 드라마 오리지널           | 신이치(남도일)가 작아지기 직전, 소노코(보라)가 수학여행 유람선에서 납치당한 사건을 해결하는 에피소드. - 한국에서는 본편과 별개로 편성하여 2008년 5월 2일에 방영했다. |
| 453 | 388화             | 인연과 우정의 시사회                          | 사랑과 우정의 시사회                           | 2006년 10월 23일 | 2009년 9월 10일 | 52권 File 1~2             | 시사회 대기 중 소년(어린이) 탐정단의 사진을 찍었던 사람이 옛 애인의 죽음과 관련된 친구가 살해한 것처럼 꾸미기 위해 자살하려는 계획을 막는 에피소드. 두 친구 모두 옛 애인을 그리워한다.(한)450화~452화 건너뛰고 7기 방영 종료. |
| 454 | 391화             | 뒤집힌 결말 (전편)                            | 뒤집힌 결말 (전편)                             | 2006년 10월 30일 | 2010년 5월 27일 | 52권 File 6~8             | 어떤 작가가 자신 대신 글을 쓰다시피 한 자신의 제자를 죽이고 완전범죄처럼 꾸미고 집을 나간 후, 그 집에 소년(어린이) 탐정단이 가지고 놀던 야구공이 제자의 집에 들어가 그 제자의 시체를 발견하고, 서랍장의 책과 장난감 등이 뒤집혀 있는 모습을 발견하는 에피소드. - (한) 여민정 성우 복귀, 정선혜 성우의 개인 사정으로 미츠히코(세모) 역의 성우가 김영은으로 교체 |
| 455 | 392화             | 뒤집힌 결말 (후편)                            | 뒤집힌 결말 (후편)                             | 2006년 11월 6일  | 2010년 5월 27일 | 52권 File 6~8             | 범인이 어떤 이유로 책과 장난감을 뒤집었는지 밝히는 에피소드. 코난이 탐정단 아이들에게 역할을 배분해서 사건 해결을 유도한다. |
| 456 | 393화             | 내가 사랑했던 미스테리                        | 미스테리를 사랑한 남자                         | 2006년 11월 13일 | 2010년 6월 2일  | 오리지널 ep150            | 코난이 신이치(남도일) 시절 자주 읽었던 추리 소설의 노작가가 신간 출간을 앞두고 살해되자 진상을 밝히는 에피소드. 초밥과 생강절임이 사건 해결의 단서가 된다. |
| HDTV(16:9 하이비전) 방송 시작 |                   |                                               |                                                |                  |                 |                           | |
| 열아홉 번째 여는곡 : 구름을 타고서 |                   |                                               |                                                |                  |                 |                           | |
| 457 | 394화             | 소노코의 빨간 손수건 (전편)                   | 보라의 빨간 손수건 (전편)                      | 2006년 11월 20일 | 2010년 6월 2일  | 52권 File 9~11            | 드라마의 영향으로 빨간 손수건이 많이 달린 산에 놀러온 코난.란(미란).소노코(보라) 일행이 드라마 방송 AD라 소개한 사람의 시체를 발견하는 에피소드. (일) 열아홉 번째 여는곡 시작. |
| 458 | 395화             | 소노코의 빨간 손수건 (후편)                   | 보라의 빨간 손수건 (후편)                      | 2006년 11월 27일 | 2010년 6월 3일  | 52권 File 9~11            | 빨간 손수건의 정체를 알아차리고 범인을 밝혀내는 에피소드. 마지막에 범인의 패거리들이 몰려와 란(미란).코난.소노코(보라)가 위기에 처하나, 마지막에 쿄고쿠 마코토(오경구)가 출연하는 통에 범인 패거리들을 일망타진한다. |
| 스물여섯 번째 닫는곡: 하얀 눈 |                   |                                               |                                                |                  |                 |                           | |
| 459 | 396화             | 괴인, 융통성 없는 규칙남                      | 깐깐한 바른생활 사나이                         | 2006년 12월 4일  | 2010년 6월 3일  | 오리지널 ep151            | 깐깐한 바른생활 사나이가 자신의 은사를 죽음으로 몰고간 여인을 살해한 사실을 코난 일행이 밝혀내는 에피소드. |

## 목록 (2007) / 460화~490화
| 460 | 1023화(대 2-52화) | 1학년 B반 대 작전                                | 1학년 B반 대 작전                                | 2007년 1월 15일  | 2022년 8월 30일  | 53권 File 5 ~ 6            | 코바야시 담임이 급우와 어울리지 못했던 두 학생의 이름을 추리 문제에 넣어 화목을 다지는 에피소드. |
| 461 | 1024화(대 2-53화) | 사라진 하나의 페이지                             | 사라진 1 페이지                                  | 2007년 1월 22일  | 2022년 9월 5일   | 오리지널 ep152             | 학교에 전시된 후 도난당한 재래석과 한장이 찢어진 채 반환된 동화책이 사건의 중심이 되는 에피소드. |
| 462 | 397화             | 검은 조직의 그림자 - 어린 목격자                 | 검은 조직의 그림자 제 1부 어린 목격자            | 2007년 1월 29일  | 2010년 6월 9일   | 53권 File 7 ~ 8            | 죽은 뮤지션의 시체를 본 아이가 거대한 망치를 보았다고 주장하여 목격 장소를 추정하는 에피소드. FBI요원들은 한달이 넘도록 의식불명인 레나(손예나)의 정체를 파악하기 위해 고심중이고, 코난은 막연하게 증언을 하는 아이를 파악하며 거짓말이 아니라는 혼도(문재수)의 모습을 보며 혼도(문재수)가 레나(손예나)와 관련이 있다는 것을 발견한다. |
| 463 | 398화             | 검은 조직의 그림자 - 기묘한 조명                 | 검은 조직의 그림자 제 2부 기묘한 조명            | 2007년 2월 5일   | 2010년 6월 9일   | 53권 File 8 ~ 9            | 거대한 망치가 빌딩의 조명과 커피포트 광고였다는 것을 밝히고 뮤지션을 죽인 범인을 밝혀내는 에피소드. 코난이 레나(손예나)에 대해 캐물으려는 혼도(문재수)를 경계한다. |
| 464 | 399화             | 검은 조직의 그림자 - 수수께끼의 고액 보수        | 검은 조직의 그림자 제 3부 의문의 고액 아르바이트 | 2007년 2월 12일  | 2010년 6월 10일  | 53권 File 10 ~ 54권 File 1 | 혼도 에이스케(문재수)가 알아낸 쓰레기를 교환하는 수수께끼의 고액 아르바이트를 조사하러 가다가 살인 사건에 휘말리는 에피소드. 살인사건이 일어난 집의 아들이 미즈나시 레나(손예나)의 사고 현장에 있었던 아이였다. |
| 465 | 400화             | 검은 조직의 그림자 - 진주의 유성                 | 검은 조직의 그림자 제 4부 진주의 유성            | 2007년 2월 19일  | 2010년 6월 10일  | 54권 File 1 ~ 2            | 범인이 별을 좋아하던 피해자를 어떻게 창 밖으로 불러내어 총을 쏴 죽였는지 밝혀내는 에피소드. 코난이 살인사건 피해자의 아들이자 레나(손예나)의 사고 당시 있었던 아이에게 접근했던 여성이 베르무트였다는 것을 파악하고, 미즈나시 레나(손예나)가 죽였었던 사람의 이름이 혼도(문성태)였음.                                                  |
| 466 | 401화             | 갈라지지 않는 눈사람 (전편)                      | 부서지지 않는 눈사람 (전편)                      | 2007년 2월 26일  | 2010년 6월 16일  | 54권 File 3~5              | 아가사(브라운) 박사와 같이 간 스키장에서 다른 사람들과 사이가 나빴던 여대생이 연못 한가운데에서 익사한 채 발견되는 에피소드. 코난은 아가사(브라운)과 아이(홍장미)와 지난 일을 얘기하면서 혼도(문재수)의 진정한 정체를 궁금해 한다. |
| 467 | 402화             | 갈라지지 않는 눈사람 (후편)                      | 부서지지 않는 눈사람 (후편)                      | 2007년 3월 5일   | 2010년 6월 16일  | 54권 File 3~5              | 범인이 눈사람과 소금을 이용하여 어떻게 살인사건을 사고사로 위장하려 했는지 밝혀내는 에피소드. |
| 468 | 403화             | 연못가의 괴사건                                  | 호수 공원의 괴기 사건                            | 2007년 3월 12일  | 2010년 6월 17일  | 오리지널 ep153             | 어리숙하게 보이는 어느 청년이 사실은 며칠 전에 일어난 절도 사건의 범인임을 밝히는 에피소드. |
| 469 | 404화             | 괴도 키드와 네 명화 (전편)                       | 괴도 키드와 사라진 그림 (전편)                   | 2007년 4월 16일  | 2010년 6월 17일  | 53권 File 1~4              | 괴도 키드가 어찌된 일인지 보석이 아닌 명화를 훔치겠다고 예고장을 보내고 이윽고 화가의 집에서 강도 살인 사건이 벌어지는 에피소드. |
| 470 | 405화             | 괴도 키드와 네 명화 (후편)                       | 괴도 키드와 사라진 그림 (후편)                   | 2007년 4월 23일  | 2010년 6월 23일  | 53권 File 1~4              | 괴도 키드와 관련된 강도 살인 사건의 진상을 파악한 코난이 신형사로 위장하여 사건 현장에 잠입한 괴도 키드의 정체를 밝히는 에피소드. |
| 스물일곱 번째 닫는곡 : I still believe (한숨) |                   |                                                  |                                                  |                  |                  |                            | |
| 471 | 406화             | 렌트카 제어 불능!                                | 무한 질주 렌터카                                 | 2007년 5월 7일   | 2010년 6월 23일  | 오리지널 ep154             | 코고로(유명한), 란(미란)과 코난이 온천으로 가면서 빌린 렌터카에 범인이 속도를 늦추면 폭발하는 폭탄을 설치하고 코고로(유명한) 가족을 살해하려는 에피소드. |
| 472 | 1025화(대 2-54화) | 소년 쿠도 신이치의 모험 (전편)                   | 쿠도 신이치 소년의 모험 (전편                    | 2007년 5월 14일  | 2022년 9월 5일   | 55권 File 6~9              | 10년 전, 신이치와 란이 밤에 초등학교 도서관에서 이상한 일을 겪는 에피소드. |
| 473 | 1026화(대 2-55화) | 소년 쿠도 신이치의 모험 (후편)                   | 쿠도 신이치 소년의 모험 (후편)                   | 2007년 5월 21일  | 2022년 9월 5일   | 55권 File 6~9              | 10년 전, 쿠도 유사쿠와 쿠로바 도이치의 비밀스러운 관계의 진상이 밝혀지는 에피소드. |
| 474 | 407화             | 변호사 키사키 에리의 사랑                        | 노애리 변호사의 사랑                             | 2007년 6월 4일   | 2010년 6월 24일  | 55권 File 10~11            | 키사키 에리(노애리) 변호사를 찾아간 모리 란(유미란)이 에리(노애리)의 평소와 다른 옷차림과 없어진 반지로 인하여 의심하는 것을 목격한 코난이 모리 란(유미란)에게 진실을 알려주는 에피소드. |
| 스무 번째 여는곡 : 눈물의 Yesterday |                   |                                                  |                                                  |                  |                  |                            | |
| 475 | 408화             | 악운 그랑프리                                    | 악운을 몰고 다니는 남자                          | 2007년 6월 18일  | 2010년 6월 24일  | 오리지널 ep155             | 범인이 방송에 나온 재수 옴 붙은 남자를 이용해 노인을 뺑소니로 죽이려다 실패하는 에피소드. |
| 476 | 409화             | 겐타의 필살 슛 (전편)                            | 뭉치의 슈퍼 강슛! (전편)                         | 2007년 6월 25일  | 2010년 6월 30일  | 55권 File 3~5              | 어느 지하주차장 건물에서 소년탐정단과 안면을 튼 독일인이 범인에 의해 상해입는 에피소드. |
| 477 | 410화             | 겐타의 필살 슛 (후편)                            | 뭉치의 슈퍼 강슛! (후편)                         | 2007년 7월 2일   | 2010년 6월 30일  | 55권 File 3~5              | 겐타(뭉치)가 범인으로 몰리는 상황에서 독일어로 인해 범인이 누군지 밝혀지는 에피소드. |
| 478 | 411화             | Real 30 Minute                                   | 추적 30 분                                       | 2007년 7월 9일   | 2010년 7월 1일   | 오리지널 ep156             | 스토리 안에서의 시간이 방송 당시의 실제 시간과 동일하게 흘러가는 가운데 사건을 해결하는 에피소드. |
| 479 | 412화             | 핫토리 헤이지와의 3일간                          | 두 명탐정의 3일간의 활약 (첫 번째 이야기)        | 2007년 7월 16일  | 2010년 7월 1일   | 54권 FILE 6 ~ 55권 FILE 2  | 2시간 스페셜(한국에서는 4화로 분할하여 7월 1일에 1부가 7일에 2~3부가 8일에 4부가 방영). 연동된 별개의 두 사건인 시체 소실 살인 사건과 탐정 코시엔 도중 일어난 탐정 밀실 살인 사건으로 이루어져 있다. 핫토리 헤이지(하인성), 토야마 카즈하(서가영), 하쿠바 사구루(백준수) 외 다수 등장.                                                 |
| 479 | 413화             | 핫토리 헤이지와의 3일간                          | 두 명탐정의 3일간의 활약 (두 번째 이야기)        | 2007년 7월 16일  | 2010년 7월 7일   | 54권 FILE 6 ~ 55권 FILE 2  | 2시간 스페셜(한국에서는 4화로 분할하여 7월 1일에 1부가 7일에 2~3부가 8일에 4부가 방영). 연동된 별개의 두 사건인 시체 소실 살인 사건과 탐정 코시엔 도중 일어난 탐정 밀실 살인 사건으로 이루어져 있다. 핫토리 헤이지(하인성), 토야마 카즈하(서가영), 하쿠바 사구루(백준수) 외 다수 등장.                                                 |
| 479 | 414화             | 핫토리 헤이지와의 3일간                          | 두 명탐정의 3일간의 활약 (세 번째 이야기)        | 2007년 7월 16일  | 2010년 7월 7일   | 54권 FILE 6 ~ 55권 FILE 2  | 2시간 스페셜(한국에서는 4화로 분할하여 7월 1일에 1부가 7일에 2~3부가 8일에 4부가 방영). 연동된 별개의 두 사건인 시체 소실 살인 사건과 탐정 코시엔 도중 일어난 탐정 밀실 살인 사건으로 이루어져 있다. 핫토리 헤이지(하인성), 토야마 카즈하(서가영), 하쿠바 사구루(백준수) 외 다수 등장.                                                 |
| 479 | 415화             | 핫토리 헤이지와의 3일간                          | 두 명탐정의 3일간의 활약 (마지막 이야기)         | 2007년 7월 16일  | 2010년 7월 8일   | 54권 FILE 6 ~ 55권 FILE 2  | 2시간 스페셜(한국에서는 4화로 분할하여 7월 1일에 1부가 7일에 2~3부가 8일에 4부가 방영). 연동된 별개의 두 사건인 시체 소실 살인 사건과 탐정 코시엔 도중 일어난 탐정 밀실 살인 사건으로 이루어져 있다. 핫토리 헤이지(하인성), 토야마 카즈하(서가영), 하쿠바 사구루(백준수) 외 다수 등장.                                                 |
| 480 | 416화             | 노란 부재 증명                                   | 해바라기의 증명                                  | 2007년 7월 23일  | 2010년 7월 8일   | 오리지널 ep157             | 코고로(유명한)의 지인이 누군가에 의해 살해당하는 에피소드. 해바라기가 사건의 힌트! |
| 481 | 417화             | 마귀 할멈의 칼 (전편)                            | 한밤의 귀곡 산장 (전편)                          | 2007년 7월 30일  | 2010년 7월 14일  | 56권 File 4~6              | 어느 귀곡 산장에서 한 여자가 일행이나 집주인중 누군가에 의해 살해당하는 에피소드. |
| 482 | 418화             | 마귀 할멈의 칼 (후편)                            | 한밤의 귀곡 산장 (후편)                          | 2007년 8월 6일   | 2010년 7월 14일  | 56권 File 4~6              | 일행 중의 한명이 집주인과의 관계가 증명되면서, 범인의 정체도 동시에 밝혀진다. |
| 483 | 419화             | 사라진 순경                                      | 사라진 경찰 아저씨                               | 2007년 8월 13일  | 2010년 7월 15일  | 오리지널 ep158             | 아유미가 알고 지내던 여성이 고마워하는 수염 기른 제복 경찰이 드라마 현장에서 제복을 훔친 것을 알아내고 가짜 경찰이 누군지 밝혀지는 에피소드. |
| 484 | 420화             | 검은 사진의 행방 (전편)                          | 검은 사진의 행방 (전편)                          | 2007년 8월 20일  | 2010년 7월 15일  | 56권 FILE 7~9              | 핫토리 헤이지(하인성)가 코난에게 전화를 해서 자신이 알아낸 정보를 알려주는 장면이 나온다. |
| 485 | 421화             | 검은 사진의 행방 (후편)                          | 검은 사진의 행방 (후편)                          | 2007년 8월 27일  | 2010년 7월 21일  | 56권 FILE 7~9              | 핫토리 헤이지(하인성)가 알려준 내용을 토대로 찾아간 장소에서 중요한 정보를 얻게 된다. |
| 486 | 422화             | 오른쪽에서 왼쪽으로 마네키네코                   | 복을 부르는 고양이 인형                          | 2007년 9월 3일   | 2010년 7월 21일  | 오리지널 ep159             | 살인 둔기인 고양이 인형(마네키네코)의 파편을 밟은 고양이로 인해 사건의 내막이 밝혀지는 에피소드. |
| 스물한 번째 여는곡 : Glorious Mind (영광의 마음) |                   |                                                  |                                                  |                  |                  |                            | |
| 스물여덟 번째 닫는곡 : 세계는 돈다고 하지만 |                   |                                                  |                                                  |                  |                  |                            | |
| 가을의 미스터리 스페셜 |                   |                                                  |                                                  |                  |                  |                            | |
| 487 | 423화             | 본청 형사의 사랑 이야기 8 - 왼손의 약지          | 형사 아저씨의 사랑 이야기 - 의문의 반지 (전편)   | 2007년 10월 15일 | 2010년 7월 22일  | 56권 FILE 1~3              | 1시간 스페셜. 대담을 앞둔 어느 추리소설가가 자신의 자택에서 독살당한 채 밀실 안에서 발견되어 코난이 모리(유명한) 탐정을 재우지 않고 밀실 살인 사건을 해결하는 에피소드. |
| 487 | 424화             | 본청 형사의 사랑 이야기 8 - 왼손의 약지          | 형사 아저씨의 사랑 이야기 - 의문의 반지 (후편)   | 2007년 10월 15일 | 2010년 7월 22일  | 56권 FILE 1~3              | 1시간 스페셜. 대담을 앞둔 어느 추리소설가가 자신의 자택에서 독살당한 채 밀실 안에서 발견되어 코난이 모리(유명한) 탐정을 재우지 않고 밀실 살인 사건을 해결하는 에피소드. |
| 488 | 439화             | 방송국의 악마                                    | 방송국의 악마 (전편)                             | 2007년 10월 22일 | 2010년 8월 19일  | 57권 FILE 5~7              | 1시간 스페셜. 방송국에서 어느 프로덕션 사장이 칼로 살해당하고 사건의 용의자로 지목된 연예인의 알리바이를 마침 그 자리에 있던 코난이 무너트리며 범행을 입증하는 에피소드. - (한) 적과 흑의 크래쉬 (순직) 다음 에피소드로 전, 후편으로 나누어 방영하며 8기가 종료된다.                                                                   |
| 488 | 440화             | 방송국의 악마                                    | 방송국의 악마 (후편)                             | 2007년 10월 22일 | 2010년 8월 19일  | 57권 FILE 5~7              | 1시간 스페셜. 방송국에서 어느 프로덕션 사장이 칼로 살해당하고 사건의 용의자로 지목된 연예인의 알리바이를 마침 그 자리에 있던 코난이 무너트리며 범행을 입증하는 에피소드. - (한) 적과 흑의 크래쉬 (순직) 다음 에피소드로 전, 후편으로 나누어 방영하며 8기가 종료된다.                                                                   |
| 대한민국 9기 : Tomorrow is the last Time (일본판 서른여섯 번째 닫는곡 : <Tomorrow is the Last time> ) 2011년 4월 4일 ~ 2011년 6월 14일 투니버스 (월~화 19:00;489~548화 중 7화 미방-적과 흑의 크래쉬 제외) |                   |                                                  |                                                  |                  |                  |                            | |
| 489 | 441화             | 법정의 대결 Ⅲ - 목격자는 검찰관                  | 법정의 대결! 목격자는 검사 (전편)                | 2007년 11월 26일 | 2011년 4월 4일   | 오리지널 ep160             | 1시간 스페셜. 쿠죠 검사가 얽힌 살인 사건을 쿠죠(서영주) 검사와 키사키(노애리) 변호사가 협력하여 법정에서 진범을 정신적으로 압박함으로써 해결하는 에피소드. (한) 9기 방영 시작 |
| 489 | 442화             | 법정의 대결 Ⅲ - 목격자는 검찰관                  | 법정의 대결! 목격자는 검사 (후편)                | 2007년 11월 26일 | 2011년 4월 4일   | 오리지널 ep160             | 1시간 스페셜. 쿠죠 검사가 얽힌 살인 사건을 쿠죠(서영주) 검사와 키사키(노애리) 변호사가 협력하여 법정에서 진범을 정신적으로 압박함으로써 해결하는 에피소드. (한) 9기 방영 시작 |
| 490 | 443화             | 핫토리 헤이지 VS 쿠도 신이치, 스키장의 추리 대결 | 하인성 vs 남도일, 스키장의 추리 대결 (전편)      | 2007년 12월 3일  | 2011년 4월 5일   | 50권 File 8~51권 File 1    | 1시간 스페셜. 헤이지(하인성)와 신이치(남도일)가 서로 모르는 시절인 중학교 2학년 시절 스키장에서 일어난 사건을 서로 다른 접근법으로 동시에 해결하는 에피소드. |
| 490 | 444화             | 핫토리 헤이지 VS 쿠도 신이치, 스키장의 추리 대결 | 하인성 vs 남도일, 스키장의 추리 대결 (후편)      | 2007년 12월 3일  | 2011년 4월 5일   | 50권 File 8~51권 File 1    | 1시간 스페셜. 헤이지(하인성)와 신이치(남도일)가 서로 모르는 시절인 중학교 2학년 시절 스키장에서 일어난 사건을 서로 다른 접근법으로 동시에 해결하는 에피소드. |
| Drama SP | Drama Sp          | 쿠도 신이치의 부활! 검은 조직과의 대결           | 남도일의 부활 검은 조직과의 대결                 | 2007년 12월 17일 | 2009년 10월 30일 | 드라마 오리지널            | 코난과 아이(홍장미)가 술이 첨가된 케이크를 먹고 본래 모습으로 돌아간 동안, 미인대회 진이 살해당하고, 워커와 진이 쉐리를 죽이기 위해 추격하는 에피소드. - 한국에서는 본편과 별개로 편성하여 2009년 10월 30일에 방영했다. |

## 목록 (2008) / 491화~520화
| 화수                                                 | 화수                                                 | 부제목                                               | 부제목                                               | 방영일                                               | 방영일                                               | 관련 원작                                            | 설명 |
| 일본어판                                             | 한국어판                                             | 일본어판                                             | 한국어판                                             | 일본어판                                             | 한국어판                                             | 관련 원작                                            | 설명 |
| 스물두 번째 여는곡 : 사랑은 어둠 속에서              | 스물두 번째 여는곡 : 사랑은 어둠 속에서              | 스물두 번째 여는곡 : 사랑은 어둠 속에서              | 스물두 번째 여는곡 : 사랑은 어둠 속에서              | 스물두 번째 여는곡 : 사랑은 어둠 속에서              | 스물두 번째 여는곡 : 사랑은 어둠 속에서              | 스물두 번째 여는곡 : 사랑은 어둠 속에서              | 스물두 번째 여는곡 : 사랑은 어둠 속에서 |
| 스물아홉 번째 닫는곡 : 눈 녹은 그 강이 흐르는 것처럼 | 스물아홉 번째 닫는곡 : 눈 녹은 그 강이 흐르는 것처럼 | 스물아홉 번째 닫는곡 : 눈 녹은 그 강이 흐르는 것처럼 | 스물아홉 번째 닫는곡 : 눈 녹은 그 강이 흐르는 것처럼 | 스물아홉 번째 닫는곡 : 눈 녹은 그 강이 흐르는 것처럼 | 스물아홉 번째 닫는곡 : 눈 녹은 그 강이 흐르는 것처럼 | 스물아홉 번째 닫는곡 : 눈 녹은 그 강이 흐르는 것처럼 | 스물아홉 번째 닫는곡 : 눈 녹은 그 강이 흐르는 것처럼 |
| ---------------------------------------------------- | ---------------------------------------------------- | ---------------------------------------------------- | ---------------------------------------------------- | ---------------------------------------------------- | ---------------------------------------------------- | ---------------------------------------------------- | --- |
| 491                                                  | 425화                                                | 적과 흑의 크래쉬 - 발단                              | 적과 흑의 크래쉬 - 발단                              | 2008년 1월 14일                                      | 2010년 7월 28일                                      | 56권 File 9~11                                       | 우연히 병원에서 혼도 에이스케(문재수)를 만나게 되고 에이스케는 미즈나시 레나(손예나)로 보이는 사진을 가지고 있었음에도 자신의 누나 혼도 히데미(문재인)이라고 말한다. 실랑이하다 여자 아나운서 수집가의 집에 가기로 합의해 전화를 계속 거는데 상대편에서 전화를 잘못 걸었다고 성낸다. |
| 492                                                  | 426화                                                | 적과 흑의 크래쉬 - 혈연                              | 적과 흑의 크래쉬 - 혈연                              | 2008년 1월 21일                                      | 2010년 7월 28일                                      | 56권 File 11~57권 File 2                             | 이 사건이 유행하는 보이스피싱이라는 결말을 맞게 된다. 뒷 이야기에서 미즈나시 레나(손예나)의 혈액형이 AB형이라는 영상을 보게 된다. |
| 493                                                  | 427화                                                | 적과 흑의 크래쉬 - 절규                              | 적과 흑의 크래쉬 - 절규                              | 2008년 1월 28일                                      | 2010년 7월 29일                                      | 57권 File 2~3                                        | 미즈나시 레나(손예나)와 혼도 에이스케(문재수)의 혈액형이 달라 이론 상 혈연 관계가 없음이 판명되나 코난은 수긍하지 않는다. 에이스케의 제안으로 모자 수첩을 확인하러 그의 어머니가 살아계실 때 가정부로 일했던 저택으로 가게 된다. 문재수와 함께 저택을 방문한 모리 탐정은 오쿠다이라(오영달) 회장의 의뢰를 받은 후, 회장이 목맨채로 죽은 모습으로 발견되자 자살로 단정하지만 코난은 석연치 않은 점을 발견하고 타살로 추론한다. 이후 에이스케와 란(유미란)의 대화로 인해 사건의 진상을 파악하게 된다. |
| 494                                                  | 428화                                                | 적과 흑의 크래쉬 - 명토                              | 적과 흑의 크래쉬 - 저승                              | [2008년 2월 4일                                      | 2010년 7월 29일                                      | 57권 File 3~4                                        | 미즈나시 레나(손예나)와 혼도 에이스케(문재수)의 혈액형이 달라 이론 상 혈연 관계가 없음이 판명되나 코난은 수긍하지 않는다. 에이스케의 제안으로 모자 수첩을 확인하러 그의 어머니가 살아계실 때 가정부로 일했던 저택으로 가게 된다. 문재수와 함께 저택을 방문한 모리 탐정은 오쿠다이라(오영달) 회장의 의뢰를 받은 후, 회장이 목맨채로 죽은 모습으로 발견되자 자살로 단정하지만 코난은 석연치 않은 점을 발견하고 타살로 추론한다. 이후 에이스케와 란(유미란)의 대화로 인해 사건의 진상을 파악하게 된다. |
| 495                                                  | 429화                                                | 적과 흑의 크래쉬 - 혼수                              | 적과 흑의 크래쉬 - 혼수                              | 2008년 2월 11일                                      | 2010년 8월 4일                                       | 57권 File 9~10                                       | 아버지의 동료를 발견했다고 말한 혼도 에이스케(문재수)가 사라진다. 컴퍼니라는 말은 CIA의 별칭으로 그의 아버지가 이 곳에 속해있을 때 CIA가 미즈나시 레나(손예나)의 신변을 배회하고 있다고 추리한 코난이 FBI의 조디에게 상담한다. 그의 아버지는 CIA의 NOC인 이산(or 에단) 혼도(문성태)로, 4년 전에 죽었다고 밝혀진다. |
| 496                                                  | 430화                                                | 적과 흑의 크래쉬 - 침입                              | 적과 흑의 크래쉬 - 잠입                              | 2008년 2월 18일                                      | 2010년 8월 4일                                       | 57권 File 10~58권 File 1                             | FBI와 함께 병원에 간 코난은 입원일을 통해 검은 조직이 파견한 요원으로 의심가는 인물을 3명으로 좁히고 조그만 비밀 카메라로 3명의 병실을 추적한다. |
| 497                                                  | 431화                                                | 적과 흑의 크래쉬 - 각성                              | 적과 흑의 크래쉬 - 각성                              | 2008년 2월 25일                                      | 2010년 8월 5일                                       | 58권 File 1~2                                        | FBI 요원들이 검은 조직이 파견한 요원을 추격하지만 잠복하고 있던 요원이 권총 자살하므로 결국 조직에게 미즈나시 레나(손예나)가 있는 병원을 알려주게 되었다. |
| 498                                                  | 432화                                                | 적과 흑의 크래쉬 - 교란                              | 적과 흑의 크래쉬 - 교란                              | 2008년 3월 3일                                       | 2010년 8월 5일                                       | 58권 File 3~4                                        | 3대의 차를 보내 조직을 교란시키기로 한 작전을 세운 아카이 슈이치(이상윤)과 코난. 한편, 이상한 냄새 소동과 화재와 집단 식중독을 동시에 발생시켜 병원을 마비시킨 조직은 위치추적기가 달린 폭탄을 보낸다. |
| 499                                                  | 433화                                                | 적과 흑의 크래쉬 - 위장                              | 적과 흑의 크래쉬 - 위장                              | 2008년 3월 10일                                      | 2010년 8월 11일                                      | 58권 File 4~6                                        | 미즈나시 레나(손예나)의 완치 영상 소동으로 그녀가 있는 병실을 조직에게 알려주게 된 FBI. 이 때를 대비하여 3대의 차로 조직을 교란시키는 계책을 실행한다. |
| 500                                                  | 434화                                                | 적과 흑의 크래쉬 - 유언                              | 적과 흑의 크래쉬 - 유언                              | 2008년 3월 17일                                      | 2010년 8월 11일                                      | 58권 File 6~7                                        | 3번 차 조수석에 있는 사람이 키르라고 추리하는 진. 안드레 케멀(앤드루 케멀)의 운전실력으로 키르 뺏기기 작전을 성공한 아카이 슈이치(이상윤). '각성' 편에서 있었던 병실 뒷이야기와 이산(에단) 혼도(문성태)가 죽었을 때의 이야기가 나온다. |
| 501                                                  | 435화                                                | 적과 흑의 크래쉬 - 혐의                              | 적과 흑의 크래쉬 - 혐의                              | 2008년 4월 14일                                      | 2010년 8월 12일                                      | 58권 File 8~9                                        | 미즈나시 레나(손예나)의 정체는 CIA의 NOC로, 그녀를 조직에 환원시킨 것이 작전이라고 FBI에 털어놓은 코난과 아카이 슈이치(이상윤)는 당분간 조직이 나오는 태도를 지켜보는 것이 낫다고 판단한다. 그 후, 뉴 베이카 호텔에 식사하러온 코난과 소년탐정단. 갑자기 사이렌 소리가 울리며 달려온 다카기(신형선) 형사로부터 살인 사건의 전모를 듣게 된다. |
| 502                                                  | 436화                                                | 적과 흑의 크래쉬 - 결백                              | 적과 흑의 크래쉬 - 결백                              | 2008년 4월 28일                                      | 2010년 8월 12일                                      | 58권 File 9~10                                       | 용의자 안드레 캐멀(앤드루 케멀)의 혐의를 풀기 위해 조디가 달려와 애인이라고 둘러댄다. 조직으로 돌아온 키르에게 진이 아카이 슈이치를 암살하라는 지령을 내린다. |
| 503                                                  | 437화                                                | 적과 흑의 크래쉬 - 결사                              | 적과 흑의 크래쉬 - 결사                              | 2008년 5월 12일                                      | 2010년 8월 18일                                      | 58권 File 10~11                                      | FBI 수사관 안드레 케멀(앤드루 케멀)이 용의 선상에 오른 연예 프로덕션 사장 살인 사건이 풀리게 된다. 한편 진의 계략에 의해 미즈나시 레나(=키르)의 전화를 받은 아카이 슈이치(이상윤)는 라이하 고개로 향한다. |
| 504                                                  | 438화                                                | 적과 흑의 크래쉬 - 순직                              | 적과 흑의 크래쉬 - 순직                              | 2008년 5월 19일                                      | 2010년 8월 18일                                      | 59권 File 1                                          | 아카이 슈이치(이상윤)가 키르에 의해 살해당한다. 이후 아카이 슈이치의 부재를 확인하게 되는 조디 수사관의 모습을 베르무트가 보게 된다. |
| 스물세 번째 여는곡 : 1초마다 Love for you            |                                                      |                                                      |                                                      |                                                      |                                                      |                                                      | |
| 서른 번째 닫는곡 : Summer Memories                   |                                                      |                                                      |                                                      |                                                      |                                                      |                                                      | |
| 505                                                  | 445화                                                | 변호사 키사키 에리의 증언 (전편)                     | 노애리 변호사의 증언 (전편)                          | 2008년 6월 16일                                      | 2011년 4월 11일                                      | 59권 File 2~4                                        | 쓰레기장에서 발견된 남자를 살해했다고 의심되는 용의자가 사건 당시에 키사키 에리(노애리)의 머리를 염색해주고 있었다는 알리바이를 가지는 에피소드. |
| 506                                                  | 446화                                                | 변호사 키사키 에리의 증언 (후편)                     | 노애리 변호사의 증언 (후편)                          | 2008년 6월 23일                                      | 2011년 4월 11일                                      | 59권 File 2~4                                        | 스쿠터와 급커브 오르막길을 이용하여 미용실에서부터 쓰레기장까지 시체를 운반한 트릭을 밝혀 살인 사건을 해결하는 에피소드. |
| 507                                                  | 447화                                                | 가라오케 박스의 사각 (전편)                          | 노래방의 사각 지대 (전편)                            | 2008년 6월 30일                                      | 2011년 4월 12일                                      | 59권 File 11~60권 File 2                             | 코난 일행과 함께 온 노래방에서 어찌된 일인지 사색이 되어서 학교로 입학식을 돌아온 에이스케(문재수)가 용의자 중 하나가 되면서 의심을 받는 에피소드. |
| 508                                                  | 448화                                                | 가라오케 박스의 사각 (후편)                          | 노래방의 사각 지대 (후편)                            | 2008년 7월 7일                                       | 2011년 4월 12일                                      | 59권 File 11~60권 File 2                             | 코난이 범인의 정체와 트릭을 밝혀 에이스케(문재수)의 용의를 풀고 귀가하는 길에 자신의 정체를 혼도 에이스케에게 밝히게에서 혼도 에이스케는 학교를 그만두고 미국로 가게 되는 에피소드. |
| 509                                                  | 449화                                                | 적·백·황색과 소년 탐정단                             | 빨간 하얀 노란색과 탐정단                            | 2008년 7월 14일                                      | 2011년 4월 18일                                      | 60권 File 3~5                                        | 조디 수사관이 코난에게 버본에 대한 정보를 준 후에 귀가하던 탐정단에게 사건을 의뢰한 소년과 그 아버지가 방화 사건으로 인해 병원에 있는 가운데 방화범을 찾아내는 에피소드. 오키야 스바루(최수현) 등장 |
| 510                                                  | 450화                                                | 코난 vs “W” 암호 미스테리                            | 코난 vs “W” 암호 미스테리                            | 2008년 7월 28일                                      | 2011년 4월 18일                                      | 60권 File 3~5 & 61권 File 8~10                       | 방화범의 정체를 알아낸 코난이 오키야 스바루(최수현)를 자신의 양옥집에 들이게 되고, 이루 란(유미란) 일행의 제안으로 쿠도 신이치(남도일)로써 오키야 스바루(최수현)와 추리 대결을 하게 되는 에피소드. |
| 511                                                  | 451화                                                | 추리대결! 신이치 vs 오키야 스바루                    | 남도일과 최수현의 추리 대결                          | 2008년 8월 4일                                       | 2011년 4월 19일                                      | 61권 File 8~10                                       | 종이 비행기 사건을 주제로 추리 대결을 하는 두 사람이 동시에 사건의 진상과 그 해법을 알아내는 에피소드. 이후 조용히 버본을 마시는 오키야 스바루(최수현)의 모습을 볼 수 있다. |
| 512                                                  | 452화                                                | 깨어진 점성술(Horoscope)                             | 부서진 점성술                                        | 2008년 8월 11일                                      | 2011년 4월 19일                                      | 오리지널 ep161                                       | 어느 유명한 점성술사가 밀실 상태인 자신의 집무실에서 죽은 채 발견되는 에피소드. 열쇠 고리가 힌트이며 토토TV 프로듀서인 나카메 제작자의 이름이 잠시동안 거론된다. |
| 513                                                  | 453화                                                | 살의는 커피 향기 (전편)                              | 살의는 커피의 향기 (전편)                            | 2008년 9월 1일                                       | 2011년 4월 25일                                      | 60권 File 9~11                                       | 모리(유명한) 탐정이 기획 회의를 위해 기획사 사장과 함께 찾아간 제작자의 집에서 제작자가 독살을 당한 채 발견되는 에피소드. 시체 발견 후 기획사 사장의 상태의 이상함을 눈치챈 코난이 진실을 찾아 단서를 추적하기 시작한다. |
| 514                                                  | 454화                                                | 살의는 커피 향기 (후편)                              | 살의는 커피의 향기 (후편)                            | 2008년 9월 8일                                       | 2011년 4월 25일                                      | 60권 File 9~11                                       | 코난이 현장에 남겨진 단서를 토대로 사건에 숨겨진 서글픈 진실을 눈치채고 안타까운 진실을 밝혀내는 에피소드. (일) 월요일 밤 7시 30분의 마지막 방송. |
| 스물네 번째 여는곡 : Mysterious                      |                                                      |                                                      |                                                      |                                                      |                                                      |                                                      | |
| 서른한 번째 닫는곡 : GO YOUR OWN WAY                 |                                                      |                                                      |                                                      |                                                      |                                                      |                                                      | |
| 515                                                  | 455화                                                | 괴도 키드의 순간이동마술                             | 괴도 키드의 순간 이동 마술 (전편)                    | 2008년 10월 20일                                     | 2011년 4월 26일                                      | 61권 File 1~4                                        | 1시간 스페셜. 괴도 키드를 잡지 못하자 불안해진 지로키치(정지로) 영감이 키드에게 도전장을 내밀자 순간 이동 마술로 대응하여 지로키치(정지로) 영감의 작전을 무력화시키는 키드의 활약상(?)을 밝히는 코난의 모습을 볼 수 있다. (일) 여기서부터 월요일 밤 7시로 변경해 애니메 세븐으로 방송. |
| 515                                                  | 456화                                                | 괴도 키드의 순간이동마술                             | 괴도 키드의 순간 이동 마술 (후편)                    | 2008년 10월 20일                                     | 2011년 4월 26일                                      | 61권 File 1~4                                        | 1시간 스페셜. 괴도 키드를 잡지 못하자 불안해진 지로키치(정지로) 영감이 키드에게 도전장을 내밀자 순간 이동 마술로 대응하여 지로키치(정지로) 영감의 작전을 무력화시키는 키드의 활약상(?)을 밝히는 코난의 모습을 볼 수 있다. (일) 여기서부터 월요일 밤 7시로 변경해 애니메 세븐으로 방송. |
| 516                                                  | 1027화(대 2-56화)                                    | 풍림화산(風林火山) 미궁의 갑옷무사                   | 풍림 화산 미궁의 갑옷 무사 (전편)                    | 2008년 11월 3일                                      | 2022년 9월 5일                                       | 59권 File 5~8                                        | 1시간 스페셜. 서로 원수지간인 토라다 가문과 타츠오 가문 사이에서 풍림화산(風林火山)을 모방한 연쇄 살인 사건이 일어나고, 그 사건을 조사하던 도중에 타츠오 가문의 여성이 목을 매달아 죽고, 그 뒤 불에 탄 시체를 발견하는 에피소드. |
| 516                                                  | 1028화(대 2-57화)                                    | 풍림화산(風林火山) 미궁의 갑옷무사                   | 풍림 화산 미궁의 갑옷 무사 (후편)                    | 2008년 11월 3일                                      | 2022년 9월 12일                                      | 59권 File 5~8                                        | 1시간 스페셜. 서로 원수지간인 토라다 가문과 타츠오 가문 사이에서 풍림화산(風林火山)을 모방한 연쇄 살인 사건이 일어나고, 그 사건을 조사하던 도중에 타츠오 가문의 여성이 목을 매달아 죽고, 그 뒤 불에 탄 시체를 발견하는 에피소드. |
| 517                                                  | 1029화(대 2-58화)                                    | 풍림화산 그림자와 뇌광(雷光)의 결착                  | 풍림화산 그림자와 뇌광의 결착                        | 2008년 11월 10일                                     | 2022년 9월 12일                                      | 59권 File 9~10                                       | 6년 전에 사고사한 순경이 사실 진범인에게 살해당한 것이라는 것을 밝히고, 진범인이 풍림화산(風林火山)이 아닌 풍림화산음뢰(風林火山陰雷)를 모방하여 야부사메를 우승한 사람을 살해하려는 것을 저지하는 에피소드. |
| 518                                                  |                                                      | 메이지 유신 미스테리 투어 (탐색편)                   |                                                      | 2008년 12월 1일                                      |                                                      | 오리지널 ep162                                       | 조부의 일기장이 표적이 되고 있다고 말하며 사건을 코고로에게 의뢰한 의뢰인(키미코)을 따라 코난은 일장에 숨겨진 암호문을 찾아내고 이에 따라 일행은 암호 해독을 위해 키미코의 친가가 속한 시마네의 쓰와노로 향하게 된다. |
| 519                                                  |                                                      | 메이지 유신 미스테리 투어 (해독편)                   |                                                      | 2008년 12월 8일                                      |                                                      | 오리지널 ep162                                       | 키미코의 조부께서 남긴 일기장의 암호를 해독해, 보물 찾기를 하는 코난 일행 앞에 괴한이 나타나 미츠히코 일행을 인질로 잡고 보물을 찾으라고 종용하는 가운데 차근하근 암호를 해독하여 목상에 도착한 코난 일행 앞에 미츠히코 일행을 인질로 사로잡았던 괴한이 나타나 목상을 건네라고 요구하는데... |
| 520                                                  | 464화                                                | 와인 레드의 고발                                     | 레드 와인의 고발                                     | 2008년 12월 15일                                     | 2011년 5월 10일                                      | 오리지널 ep163                                       | 와인 협회장의 고희연에 모리 부녀(유명한, 유미란)와 코난 일행이 초대되어 연회 즐기는 도중 최고급 와인의 맛이 달라진 것을 알게 되고 코난이 와인 평론가에게 시달리던 와인 애호가가 자신의 와인 창고에 평론가를 가둔 사실을 폭로하는 에피소드. |

## 목록 (2009) / 521화~561화
| 521 | 457화           | 살인범, 쿠도 신이치                   | 살인범은 남도일 (전편)             | 2009년 1월 19일  | 2011년 5월 2일  | 62권 File 5~7               | 코난으로 작아지기 전 신이치(남도일)가 촌장이 아들과 아내를 살해했다고 밝혀낸 사건에서 신이치(남도일)의 추리가 틀렸다고 하는 편지로 인해 현장을 간 헤이지(하인성), 카즈하(서가영), 란(미란), 코고로(유명한), 코난은 어떤 사건을 맞이하게 된다. 촌장의 아들이 반년 전부터 행적을 감췄다는 소식을 듣고서 코난이 실종되고 코난을 찾는 도중에 호수에서 신이치(남도일)가 기억을 잃은 채 발견된 것이다. 1시간 스페셜 방송. |
| 521 | 458화           | 살인범, 쿠도 신이치                   | 살인범은 남도일 (후편)             | 2009년 1월 19일  | 2011년 5월 2일  | 62권 File 5~7               | 코난으로 작아지기 전 신이치(남도일)가 촌장이 아들과 아내를 살해했다고 밝혀낸 사건에서 신이치(남도일)의 추리가 틀렸다고 하는 편지로 인해 현장을 간 헤이지(하인성), 카즈하(서가영), 란(미란), 코고로(유명한), 코난은 어떤 사건을 맞이하게 된다. 촌장의 아들이 반년 전부터 행적을 감췄다는 소식을 듣고서 코난이 실종되고 코난을 찾는 도중에 호수에서 신이치(남도일)가 기억을 잃은 채 발견된 것이다. 1시간 스페셜 방송. |
| 522 | 459화           | 신이치의 정체에 란의 눈물             | 미란이의 눈물 (전편)               | 2009년 1월 26일  | 2011년 5월 3일  | 62권 File 8~63권 File 1     | 521화에 이은 1시간 스페셜. 호수에서 발견된 신이치(남도일)은 범인이었던 촌장의 입양된 아들이 성형수술한 얼굴이었다. 진짜 신이치(남도일)이 나타나 사건을 해결. 도중에 코난으로 다시 돌아오지만, 때마침 핫토리(하인성)의 연락으로 도착한 하이바라(홍장미)가 해독제를 주면서 다행히 위험한 상황을 피할 수 있었다. 란(미란)이 신이치(남도일)에게 묻고 싶은 말이 있는듯 하지만, 계속 주저한다. |
| 522 | 460화           | 신이치의 정체에 란의 눈물             | 미란이의 눈물 (후편)               | 2009년 1월 26일  | 2011년 5월 3일  | 62권 File 8~63권 File 1     | 521화에 이은 1시간 스페셜. 호수에서 발견된 신이치(남도일)은 범인이었던 촌장의 입양된 아들이 성형수술한 얼굴이었다. 진짜 신이치(남도일)이 나타나 사건을 해결. 도중에 코난으로 다시 돌아오지만, 때마침 핫토리(하인성)의 연락으로 도착한 하이바라(홍장미)가 해독제를 주면서 다행히 위험한 상황을 피할 수 있었다. 란(미란)이 신이치(남도일)에게 묻고 싶은 말이 있는듯 하지만, 계속 주저한다. |
| 523 | 461화           | 정말로 묻고 싶은 것                   | 정말로 묻고 싶은 것                | 2009년 2월 2일   | 2011년 5월 9일  | 63권 File 1~2               | 522화에 이은 이야기. 521~522화 사건을 해결하고 집으로 돌아가던 중, 고속도로에서 달리던 자동차에서 살해된 남자를 발견한 일행. 때마침 그곳을 지나던 다카기 형사(신 형사)와 사토 형사(오 형사)에게 신이치(남도일)와 핫토리(하인성)은 고속도로 톨게이트를 폐쇄해달라고 지시하고, 사건을 해결한다. 한편 란(미란)은 계속해서 신이치(남도일)에게 무엇인가를 물어보려고 하지만 그때마다 기회가 되지 않고 사건이 해결되자 그때를 맞추어 신이치(남도일)에게 무엇인가를 묻게 된다. |
| 524 | 462화           | 증오의 푸른 불꽃 (전편)               | 증오의 푸른 불꽃 (전편)            | 2009년 2월 9일   | 2011년 5월 9일  | 63권 File 3 & 61권 File 5~7 | 전편과 이어지는 내용이 잠시 나타나며 아가사 박사에게 모욕적인 말을 했던 남자가 갑자기 차고에서 화염에 휩싸여 죽게 되는 에피소드. |
| 525 | 463화           | 증오의 푸른 불꽃 (후편)               | 증오의 푸른 불꽃 (후편)            | 2009년 2월 16일  | 2011년 5월 10일 | 61권 File 5~7               | 정전기의 특성을 이용해 남자를 죽인 범인에게 자백을 받아내는 에피소드. 이야기 말미에 오키야 스바루가 소리없이 지나간다. |
| 526 | 465화           | 진범에게서 온 소포                    | 진범이 보낸 소포                   | 2009년 2월 23일  | 2011년 5월 16일 | 61권 File 11~62권 File 1    | 에노모토 아즈사의 오빠가 용의자로 지목된 사건의 진범이 에노모토 아즈사를 꾀어낸 것을 눈치챈 코난의 문자를 받은 사토 형사가 진범을 붙잡는다는 내용의 에피소드. |
| 527 | 466화           | 가면극에 숨겨진 악의                  | 죽음을 부르는 가면극               | 2009년 3월 2일   | 2011년 5월 16일 | 오리지널 ep164              | 가면극에 숨겨진 악의와 살의를 느낀 코난이 가면극의 이면에 숨겨진 악의와 살의를 추적하여 가면극을 무사히 마무리 짓고 배우들의 은밀한 음모를 밝혀내는 에피소드. |
| 528 | 467화           | 부드러움이 수수께끼를 제압한다 (전편) | 부드러움이 거짓을 이긴다 (전편)    | 2009년 3월 9일   | 2011년 5월 17일 | 62권 File 2~4               | 키사키 에리 일행이 간 집에서 의뢰인의 남편이 죽은채 발견되는 에피소드. 키사키 에리가 의뢰인에게 유리한 증언을 하는 모습을 본 란이 사건이 미궁에 빠질 것을 염려하여 모리 코고로에게 연락하나 키사키 에리가 만류하고 코난의 엉뚱한 발언을 힌트로 삼아 스스로 사건을 해결하게 된다. (일) 편성이 월요일인 마지막 방송. 따라서 애니메 세븐도 종료. |
| 529 | 468화           | 부드러움이 수수께끼를 제압한다 (후편) | 부드러움이 거짓을 이긴다 (후편)    | 2009년 3월 16일  | 2011년 5월 17일 | 62권 File 2~4               | 키사키 에리 일행이 간 집에서 의뢰인의 남편이 죽은채 발견되는 에피소드. 키사키 에리가 의뢰인에게 유리한 증언을 하는 모습을 본 란이 사건이 미궁에 빠질 것을 염려하여 모리 코고로에게 연락하나 키사키 에리가 만류하고 코난의 엉뚱한 발언을 힌트로 삼아 스스로 사건을 해결하게 된다. (일) 편성이 월요일인 마지막 방송. 따라서 애니메 세븐도 종료. |
| SP | SP              | 루팡 3세 vs 명탐정 코난               | 루팡 3세 vs 명탐정 코난 TV 스페셜  | 2009년 3월 27일  | 2014년 5월 23일 | 오리지널 스페셜             | 베스파니아 왕국의 여왕과 왕자가 엽총 사고로 죽어 왕위 계승과 관련해 벌어지는 에피소드. - 2년간의 준비기간 끝에 방송된 협업 작품. 그 주에 방영된 애니메이션 중 가장 높은 시청률을 보여주었다. 루팡 3세를 방영하는 니혼TV의 개국 55주년, 명탐정코난을 방영하는 요미우리TV의 개국 50주년을 기념해 제작되어 금요특별로드쇼에서 방영되었다. - 한국에서는 루팡 3세 vs 명탐정 코난 THE MOVIE의 국내개봉 기념으로 5월 23일에 이 에피소드를 방영했으며 루팡 쪽의 현지화 이름은 옛날에 방영했던 투니버스 방영분을 기준으로 설정되었다. 루팡 3세 자체의 수위 때문인지 12기가 방영하던 기존의 저녁 7시가 아닌 밤 10시라는 늦은 시간에 방영되었다. |
| 스물여섯 번째 여는곡 : Everlasting Luv |                 |                                       |                                    |                  |                 |                             | |
| 서른세 번째 닫는곡 : Doing all right |                 |                                       |                                    |                  |                 |                             | |
| 530 | 469화           | 도시 전설의 정체 (전편)               | 도시 괴담의 정체 (전편)            | 2009년 4월 18일  | 2011년 5월 23일 | 60권 File 6~8               | 연속 살인 사건의 범인의 아지트를 잠복 근무하던 사토(오지인) 형사 일행이 살인 사건 현장을 돌연 방문하게 되는 에피소드. (일) 편성이 토요일 저녁 6시로 변경된 후 처음 방송. |
| 531 | 470화           | 도시 전설의 정체 (후편)               | 도시 괴담의 정체 (후편)            | 2009년 4월 25일  | 2011년 5월 23일 | 60권 File 6~8               | 방 안에서 죽은 남자를 죽인 인물이 누구인지 알아내는 에피소드. '망치남'의 정체를 보고받은 시라토리 경부(백동훈 형사)가 진범을 체포한다. |
| 532 | 471화           | 첫사랑의 상처 자국                    | 첫 사랑의 상처                     | 2009년 5월 2일   | 2011년 5월 24일 | 64권 File 4~5               | 유명한 맹인 자산가가 자신의 첫사랑을 찾아 달라고 모리 코고로에게 의뢰하는 에피소드. 칠흑의 추적자와 관련있는 이야기. (일) 일본 방영 당시 단행본이 발간되지 않았음에도 애니메이션이 먼저 나옴. |
| 533 | 472화           | 과거를 부르는 상처 자국               | 잊지 못할 과거의 상처              | 2009년 5월 9일   | 2011년 5월 24일 | 64권 File 5~6               | 자산가의 첫 사랑이 사실은 집사였다는 사실을 밝혀내는 에피소드. 자산가의 첫사랑을 사칭하던 사람이 20년 전의 연쇄 살인 사건의 용의자로 의심을 받는다. |
| 534 | 473화           | 새로운 상처 자국과 휘파람의 남자      | 새로운 상처와 휘파람을 부는 남자   | 2009년 5월 16일  | 2011년 5월 30일 | 64권 File 7~8               | 20년 전 두 사람, 15년 전 한 사람을 살해한 연쇄 살인범에게 폭언을 퍼부은 범죄 심리학자가 자택에서 살해당한 에피소드. 피해자의 등에는 칼로 알파벳 Z가 쓰여져 있었음. 연쇄 살인범에게 살해당한 4명의 피해자들은 20년 전 한 마장에서 마작을 두고 있었다고 함. |
| 535 | 474화           | 옛날의 상처 자국과 형사의 영혼        | 오래된 상처와 형사의 혼            | 2009년 5월 23일  | 2011년 5월 30일 | 64권 File 9~10              | 4명을 살해한 연쇄 살인범이 사실 네 번째로 살해당한 범죄 심리학자였고, 피해자들의 유족 중 세 번째 피해자인 변호사의 아들이 범죄 심리학자를 살해했다는 것을 밝혀내는 에피소드. 다카기(신형선)가 범인에게 총을 맞지만, 기적(?)적으로 마작 패에 맞아 살아남게 된다. 다카기(신형선)와 사토(오지인)가 첫 키스를 한다. |
| 536 | 478화           | 사라진 명화의 비밀                    | 사라진 명화의 비밀                 | 2009년 5월 30일  | 2011년 6월 6일  | 오리지널 ep165              | 유령 저택에 살다가 병사한 화가가 남겼다는 할머니를 위한 "명화" 찾는 에피소드. "명화"의 정체는 꽃이 만발한 저택 자체였음. |
| 537 | 475화           | 괴도 키드 VS 최강금고 (전편)          | 괴도 키드 VS 최강금고 (전편)       | 2009년 6월 13일  | 2011년 5월 31일 | 64권 File 11~65권 File 2    | 괴도 키드가 지로키치(정지로) 영감의 최강금고를 털러오겠다는 예고장이 공개되고 최근에 지로키치 영감이 희한한 행동을 하는 사실이 알려지며 경호원, 비서, 하녀 중 한명이 괴도 키드일 가능성이 밝혀진다. (일) 단행본이 발간되지 않았음에도 애니메이션이 먼저 나옴. |
| 538 | 476화           | 괴도 키드 VS 최강금고 (후편)          | 괴도 키드 VS 최강금고 (후편)       | 2009년 6월 20일  | 2011년 5월 31일 | 64권 File 11~65권 File 2    | 괴도 키드가 지로키치(정지로) 영감의 최강금고를 털러오겠다는 예고장의 내용의 의미를 간파하고 누가 괴도 키드인지 알게 된 코난이 지로키치(정지로) 영감의 부탁을 받고 사람들을 꾀어내어 괴도 키드의 범행을 도와주는 에피소드. |
| 539 | 477화           | 어리석은 자에게 주는 유산             | 어리석은 자에게 주는 유산          | 2009년 7월 4일   | 2011년 6월 6일  | 오리지널 ep166              | 어느 자산가의 죽음으로 인해 "유산"의 행방을 가지고 삼형제가 싸우는 이야기. 나중에 "유산"의 정체가 가족과의 추억으로 밝혀지게 됨. |
| 서른네 번째 닫는곡 : 빛 |                 |                                       |                                    |                  |                 |                             | |
| 540 | 479화           | 모리 코고로 탐정 폐업의 날 (전편)     | 유명한, 탐정 폐업의 날 (전편)      | 2009년 7월 11일  | 2011년 6월 7일  | 오리지널 ep167              | 모리(유명한) 탐정에게 의뢰한 노인이 죽은 채 발견되고 대학 동창이었던 전직 형사와 조우하여 사건을 조사하던 중 노인의 아들이 죽게 되는 사건을 다룬 에피소드. |
| 541 | 480화           | 모리 코고로 탐정 폐업의 날 (후편)     | 유명한, 탐정 폐업의 날 (후편)      | 2009년 7월 18일  | 2011년 6월 7일  | 오리지널 ep167              | 모리(유명한) 탐정에게 의뢰한 노인이 실은 대학 동기였던 전직 형사이며 교묘하게 두 인물을 죽이고 사건에 끼어들었음을 모리(유명한) 탐정이 추억의 장소에서 밝히는 에피소드. |
| 대한민국 미공개 X파일 3기 : Hello Mr. my yesterday (일본판 서른다섯 번째 닫는곡 : <Hello Mr. my yesterday>) 2015년 1월 13일 투니버스 (화 20:00~21:00; 9기 미방영분 중 2화 방영)          |                 |                                       |                                    |                  |                 |                             | |
| 542 | 636화 (X3-01화) | 물고기가 사라지는 일각 바위 (전편)    | 물고기가 사라지는 뿔 바위 (전편)   | 2009년 7월 25일  | 2015년 1월 13일 | 64권 File 1~3               | 가까이 오는 어선을 침몰시킨다는 일각 바위의 위에서 여성 다이버가 탈수사한 채 발견되는 에피소드. (한)미공개 x파일 3기 첫 에피소드 |
| 543 | 637화 (X3-02화) | 물고기가 사라지는 일각 바위 (후편)    | 물고기가 사라지는 뿔 바위 (후편)   | 2009년 8월 1일   | 2015년 1월 13일 | 64권 File 1~3               | 코난이 다잉 메시지를 알아내어 범인의 이름을 밝히는 에피소드. 오키야의 활약이 나타나며 범인의 인질극이 끝나게 된다. (일) 편집 실수로 인해 엔딩 영상이 논크레딧(성우, 제작자 자막 없음)으로 방영되었음. |
| 대한민국 10기 : Hello Mr. my yesterday (일본판 서른다섯 번째 닫는곡 : <Hello Mr. my yesterday>) 2012년 3월 21일 ~ 2012년 5월 31일 투니버스 (수~목 20:00~21:00; 544화~613화 중 22화 미방) |                 |                                       |                                    |                  |                 |                             | |
| 544 | 485화           | 불협화음을 연주하는 손                | 불협화음을 연주하는 손             | 2009년 8월 8일   | 2012년 3월 21일 | 오리지널 ep168              | 백화점 옥상 무대에서 연주하는 밴드의 보컬 담당인 토모키네(신혜림)의 사체를 발견한 란(유미란)의 증언으로 분장실에 자유롭게 출입 가능한 밴드 멤버들이 용의자가 되는 에피소드.(한) 10기 시작. |
| 545 | 481화           | 안개에 휩싸인 마녀 (전편)             | 안개 속 울부짖는 마녀 (전편)       | 2009년 9월 5일   | 2011년 6월 13일 | 63권 File 9~11              | 4년 전, 후유나 고개(동명산)를 휩쓸었던 여성 폭주족인 은백의 마녀가 다시 나타나 코고로(유명한)에게 배틀 사인을 보냈지만, 안개 속에서 은백의 마녀의 차량이 커브한 왼쪽 길은 아예 없는 에피소드. |
| 546 | 482화           | 안개에 휩싸인 마녀 (후편)             | 안개 속 울부짖는 마녀 (후편)       | 2009년 9월 12일  | 2011년 6월 13일 | 63권 File 9~11              | 낚싯대를 이용하여 차량을 엉뚱한 곳으로 커브하게 만들어 차량 사고가 나게 하는 폭주족들을 검거하는 에피소드. 4년 전의 여성 폭주족인 은백의 마녀의 정체는 사토(오지인) 형사였음. |
| 스물일곱 번째 여는곡 : MAGIC |                 |                                       |                                    |                  |                 |                             | |
| 547 | 483화           | 범인과의 이틀간 (하루째)              | 인질이 된 코난 (첫 번째 날)        | 2009년 9월 19일  | 2011년 6월 14일 | 오리지널 ep169              | 어느 납치 사건 현장에서 코난이 인질이 되어 살인 사건을 알게 되고 진실을 찾아내는 에피소드. |
| 548 | 484화           | 범인과의 이틀간 (이틀째)              | 인질이 된 코난 (두 번째 날)        | 2009년 9월 26일  | 2011년 6월 14일 | 오리지널 ep169              | (일)1대 모리 코고로 성우였던 카미야 아키라씨가 이 에피소드를 마지막으로 명탐정 코난에서 하차함. (한) 코난 9기가 종료됨. |
| 549 | 486화           | 회전 초밥 미스터리 (전편)             | 회전 초밥 미스터리 (전편)          | 2009년 10월 3일  | 2012년 3월 21일 | 63권 File 3~5               | 회전 초밥을 좋아하는 저널리스트가 초밥집에 있던 누군가에 의해 살해당하는 에피소드. |
| 550 | 487화           | 회전 초밥 미스터리 (후편)             | 회전 초밥 미스터리 (후편)          | 2009년 10월 10일 | 2012년 3월 22일 | 63권 File 3~5               | 코난이 회전 초밥의 그릇과 회전 장치를 이용해 범인이 어떻게 살해했는지 밝혀지는 에피소드. |
| 551 | 488화           | 범인은 겐타의 아빠 (전편)             | 범인은 뭉치의 아버지 (전편)        | 2009년 10월 17일 | 2012년 3월 22일 | 63권 File 6~8               | 코지마(고씨) 선수권 대회에 나가게 된, 겐타(고뭉치)의 아빠가 선수권 대회의 주최자인 회장을 살인한 용의자 중 1명으로 몰리는 에피소드. |
| 552 | 489화           | 범인은 겐타의 아빠 (후편)             | 범인은 뭉치의 아버지 (후편)        | 2009년 10월 24일 | 2012년 3월 28일 | 63권 File 6~8               | 겐타(고뭉치)의 아버지가 범인이 아니고 코지마(고씨) 선수권 대회의 진정한 목적을 깨닫게 된 코난이 사건의 범인을 밝혀내는 에피소드. (한) 일본판과는 달리 한국어판에서는 겐타(고뭉치)의 아버지가 부정확하게 발음하는 원인이 '콩팥 기능 약화'로 나온다. |
| 553 | 490화           | The 취조실                            | 취조실에서                         | 2009년 10월 31일 | 2012년 3월 28일 | 오리지널 ep170              | 모리(유명한)가 형사 시절에 형무소에 넣은 죄수가 가석방된 후 살인 사건을 저지른 혐의를 받게 되는 에피소드. (일) 2대 모리 코고로 성우인 코야마 리키야씨가 처음으로 맡은 에피소드. |
| 554 | 491화           | 황새 미스테리 투어 (란 수색편)        | 황새 미스테리 투어 (유미란 수색편) | 2009년 11월 7일  | 2012년 3월 29일 | 오리지널 ep171              | 핫토리 헤이지(하인성)와 토야마 카즈하(서가영)의 최초의 오리지널 에피소드. |
| 555 | 492화           | 황새 미스테리 투어 (하루나 추적편)    | 황새 미스테리 투어 (하루나 추적편) | 2009년 11월 14일 | 2012년 3월 29일 | 오리지널 ep171              | 하루나가 어디 있고 무슨 일로 갔는지 밝히는 에피소드. 사건을 일으킨 범인의 정체가 밝혀진다. |
| 556 | 493화           | 공포의 교차점                         | 공포의 교차점                      | 2009년 11월 21일 | 2012년 4월 4일  | 오리지널 ep172              | 교차점에서 일어난 교통 사고가 우연히 일어난 사고가 아닌, 범인이 표지판을 교묘히 움직여 의도적으로 낸 사고임을 밝혀내는 에피소드. 크로코이존 현상 언급. |
| 557 | 494화           | 위험한 2명과의 동행                   | 위험한 동행                        | 2009년 11월 28일 | 2012년 4월 4일  | 65권 File 6~7               | 발명품 신작 발표회를 끝내고 집으로 향하던 아가사(브라운)와 하이바라 아이(홍장미)가 타고 오던 비틀의 엔진에 문제가 생겨 결국 처음보는 두 남녀에게 히치하이킹을 하게 되는 에피소드. 남녀의 공포스런 언행과 글로브 박스 안의 권총등으로 그들의 수상함이 부각되지만, 결국 그 남녀가 야마토 칸스케(양만호 반장)와 우에하라 유이(우하라 형사)임이 밝혀지게 된다. 이 둘은 붉은벽 사건의 수수께끼를 풀기 위한 지혜를 빌리기 위해 모리(유명한) 탐정(실제로는 코난)을 만나러 탐정 사무소에 찾아 온다. |
| 558 | 495화           | 사망의 저택, 붉은 벽 (삼고의 예)      | 죽음의 저택, 붉은 벽 (삼고초려)    | 2009년 12월 5일  | 2012년 4월 5일  | 65권 File 8~9               | 3년 전까지는 희망의 저택으로 불렸다가 사망의 저택이라고 불리는 저택에서 각각 붉은색, 녹색, 분홍색, 파랑색, 흰색, 황색이라고 불렸던 6명의 젊은이들 중 파랑색이라고 불리었던 여성이 심장발작으로 사망하고, 붉은색이라고 불리었던 화가가 벽을 붉게 칠한 방에서 아사한 채 발견되는 에피소드. 모로후시 타카아키(천공명) 첫 등장. |
| 559 | 496화           | 사망의 저택, 붉은 벽 (손바닥 위의 것) | 죽음의 저택, 붉은 벽 (장중지물)    | 2009년 12월 12일 | 2012년 4월 5일  | 65권 File 9~10              | 용의자들 중 심하게 당황하던 흰색이라 불리던 뮤지션이 전 사건과 똑같이 방의 벽이 붉게 칠해진 채 교살당하는 에피소드. 모로후시 타카아키(천공명)도 용의자 중 하나임. |
| 560 | 497화           | 사망의 저택, 붉은 벽 (죽은 공명)      | 죽음의 저택, 붉은 벽 (죽은공명)    | 2009년 12월 19일 | 2012년 4월 11일 | 65권 File 10~11             | 화가의 다잉 메시지를 알아 챈 모로후시 경감이 범인에게 공격당하고, 살해당한 뮤지션이 자신은 이탈리아의 "레체"로 여행을 가겠다고 했다고 하는 에피소드. |
| 561 | 498화           | 사망의 저택, 붉은 벽 (공성계)         | 죽음의 저택, 붉은 벽 (공성지계)    | 2009년 12월 26일 | 2012년 4월 11일 | 65권 File 11~66권 File 1    | 체스를 좋아하던 화가가 보색 잔상을 이용한 다잉 메시지로 범인이 초록색이라고 불리던 사람임을 밝혀내는 에피소드. 살해당한 뮤지션이 말한 이탈리아의 레체는 사실 자신이 신던 신발의 뒤축을 의미함. (일) 일본 방영 당시 단행본이 발간되지 않았음에도 애니메이션이 먼저 나옴. |

## 목록 (2010) / 562화~601화
| 562 | 499화             | 무지개 색 유괴                                     | 무지갯빛 납치                                    | 2010년 1월 16일  | 2012년 4월 12일 | 오리지널 ep173                              | 가방 회사 사장인 니지무라(홍낙현) 사장이 모리(유명한) 탐정 일행 앞에서 유괴당한 후 그 부인이 범인이 지시에 따라 몸값이 든 가방을 강에 투하했지만 니지무라 사장이 죽은 채 발견되는 사건을 해결하는 에피소드. |
| 563 | 500화             | 탐정단 VS 강도단 (소연)                            | 탐정단 VS 강도단 (소동)                          | 2010년 1월 23일  | 2012년 4월 12일 | 65권 File 3~5                               | 탐정단이 은행을 방문하는 사이 강도단이 은행을 습격하고 은행 안의 사람들을 인질로 잡은 상태에서 은행에 있던 조디가 아카이(이상윤) 수사관으로 보이는, 화상입은 어떤 사나이를 목격하게 되는 에피소드. |
| 564 | 501화             | 탐정단 VS 강도단 (침묵)                            | 탐정단 VS 강도단 (침묵)                          | 2010년 1월 30일  | 2012년 4월 18일 | 65권 File 3~5                               | 강도단이 습격한 은행에서 탐정단이 그 사실을 알고 강도단의 소탕을 위해 작전을 실행하여 은행과 인질을 구한 후 조디가 죽은 줄 알았던 아카이 슈이치(이상윤)가 살아 있음을 알게 되며 끝나는 에피소드. |
| 스물여덟 번째 여는곡 : As the Dew |                   |                                                    |                                                  |                  |                 |                                             | |
| 565 | 502화             | 보지 않은 목격자                                   | 눈을 가린 목격자                                 | 2010년 2월 6일   | 2012년 4월 18일 | 오리지널 ep174                              | 모리(유명한) 탐정이 간 미용실에서 코고로(유명한)가 타올로 얼굴을 덮은 사이 미용실의 주인이 살해당하는 에피소드. |
| 566 | 503화             | 파트너는 산타씨                                    | 파트너는 산타                                    | 2010년 2월 27일  | 2012년 4월 19일 | 오리지널 ep175                              | 이시카와 시게코(석민주)를 습격한 범인의 정체를 파헤치기 위해 모리(유명한) 탐정과 코난이 수사하게 되는 에피소드. |
| 567 | 504화             | 노천탕에 내리는 살의                               | 노천탕에 흐르는 살의                             | 2010년 3월 6일   | 2012년 4월 19일 | 오리지널 ep176                              | 노천탕을 뺏어가려던 어느 악덕 자산가가 노천탕에서 돌을 맞고서 익사한 상태로 발견되는 에피소드. |
| 568 | 505화             | 시라토리 경부, 벚꽃의 추억 (전편)                  | 백형사, 하얀 꽃의 추억 (전편)                    | 2010년 3월 13일  | 2012년 4월 25일 | 66권 File 2~4                               | 주말을 맞아 영화관에 온 시라토리 경부(백동훈 형사)와 탐정단이 휘말리는 사건에서 시라토리 경부(백동훈 형사)가 목격자로, 탐정단이 그 증인으로 조사를 받는 가운데 시라토리 경부(백동훈 형사)가 사건 해결에 소극적인 반응을 보이는 에피소드. |
| 569 | 506화             | 시라토리 경부, 벚꽃의 추억 (후편)                  | 백형사, 하얀 꽃의 추억 (후편)                    | 2010년 3월 20일  | 2012년 4월 25일 | 66권 File 2~4                               | 시라토리 경부(백동훈 형사)에게 경찰이 되도록 한 어느 소녀의 이야기의 주인공으로 여겨지는 어느 여성에게 시라토리 경부(백동훈 형사)가 자신의 목격 증언이 의도된 것을 밝히며 사건의 진상을 밝히도록 하는 에피소드. 이후, 시라토리 경부(백동훈 형사)의 첫사랑이 코바야시(김은주) 선생임을 알게 된다. |
| 570 | 507화             | 입증 확률 제로의 범죄                              | 입증 확률 제로인 범죄                            | 2010년 3월 27일  | 2012년 4월 26일 | 오리지널 ep177                              | 총기 사고로 가장, 미필적 고의를 활용해 친척을 살해한 여인의 범행을 밝히는 에피소드. 참고로 살해당한 사람이 치바(이명수) 형사의 대학 동기였다. |
| 571 | 508화             | 요괴 창고에서 보물 배틀 (전편)                     | 귀신창고에서 보물찾기 (전편)                     | 2010년 5월 1일   | 2012년 4월 26일 | 66권 File 5~7                               | 코난의 급우인 타쿠마 군(진호)이 우연히 발견한 보물 창고 이야기를 듣고서 창고에 간 탐정단이 요괴 창고에서 기묘한 일을 겪게 되는 에피소드. |
| 572 | 509화             | 요괴 창고에서 보물 배틀 (후편)                     | 귀신창고에서 보물찾기 (후편)                     | 2010년 5월 8일   | 2012년 5월 2일  | 66권 File 5~7                               | 탐정단이 핫토리 헤이지(하인성)의 도움을 받아 진실에 가까워지지만 코난이 창고의 숨겨진 진실과 탐정단의 진실을 알게 되는 에피소드. |
| 대한민국 미공개 X파일 3기 : Hello Mr. my yesterday (일본판 서른다섯 번째 닫는곡 : <Hello Mr. my yesterday>) 2015년 1월 20일 ~ 2015년 2월 17일 투니버스 (화 20:00~21:00; 10기 미방영분 중 13화 방영) |                   |                                                    |                                                  |                  |                 |                                             | |
| 573 | 638화 (X3-03화)   | 부끄러운 부적의 행방 (전편)                        | 부끄러운 부적의 행방 (전편)                      | 2010년 5월 15일  | 2015년 1월 20일 | 66권 File 8~10                              | 핫토리 헤이지(하인성)에게 줄 부적을 다른 사람에게 준 카즈하(서가영)가 부적의 행방을 찾고자 찾아간 곳에서 부적을 받은 인물이 공격을 받은 에피소드. |
| 574 | 639화 (X3-04화)   | 부끄러운 부적의 행방 (후편)                        | 부끄러운 부적의 행방 (후편)                      | 2010년 5월 22일  | 2015년 1월 20일 | 66권 File 8~10                              | 부적의 인물을 공격한 인물이 누구인지 밝히는 에피소드. 이야기 말미에 부적이 어떻게 되었는지 부적을 받은 인물의 고백으로 밝혀진다. |
| 575 | 510화             | 검은 드레스의 알리바이 (전편)                      | 검은 드레스의 알리바이 (전편)                    | 2010년 5월 29일  | 2012년 5월 2일  | 66권 File 11 ~ 67권 File 2                  | 고스로리 옷을 입고 마녀 화장을 한 여성이 찻집을 방문한 코고로(유명한) 일행 앞에 목격된 후 찻집에서 멀리 떨어진 화장실 안에서 교살당한 채 발견된다. |
| 576 | 511화             | 검은 드레스의 알리바이 (후편)                      | 검은 드레스의 알리바이 (후편)                    | 2010년 6월 5일   | 2012년 5월 3일  | 66권 File 11 ~ 67권 File 2                  | 신주쿠 찻집에서 코고로 일행이 본 고스로리 여성은 사실 피해자의 친구였던 범인이었고, 그를 이용해 알리바이 공작을 하려던 범인을 검거하게 된다. |
| 577 | 1031화(대 2-63화) | 반딧불이 밝힌 진실                                 | 반딧불이가 밝힌 진실                             | 2010년 6월 19일  | 2022년 9월 19일 | 오리지널 ep 178                             | 촌장 아들과 친구의 도움으로 반딧불 축제를 여는 도중 일어난 촌장 아들의 죽음의 진상을 밝혀내고 인질을 구출하는 에피소드. |
| 578 | 512화             | 위기를 부르는 붉은 전조(오멘)                      | 위기를 부르는 붉은 전조                          | 2010년 6월 26일  | 2012년 5월 3일  | 67권 file 3~8                               | 탐정단의 도움을 받은 어느 아저씨의 수상한 행동을 실마리로 하여 아저씨의 자살을 막는 에피소드. 사건 도중, 아카이 슈이치가 언급된다. (한) 이 화와 함께 일본판 579~81화도 같이 나왔어야 하나 어떤 까닭으로 방영되지 않았다. |
| 579 | 1033화(대 2-65화) | 검은 13의 암시(서제스트)                           | 검은 13의 암시                                   | 2010년 7월 3일   | 2022년 9월 26일 | 67권 file 3~8                               | 붉은 티셔츠에 관한 수상한 의뢰를 받은 모리 탐정 일행이 간 백화점 스포츠 용품점에서 갑자기 폭탄 소동이 일어나는 에피소드. |
| 580 | 1034화(대 2-66화) | 다가오는 검은 각한(타임 리미트)                    | 다가오는 검은 제한 시간                          | 2010년 7월 10일  | 2022년 9월 26일 | 67권 file 3~8                               | 폭발물을 허리에 두른 노인의 증언을 토대로 사건이 진행되고 백화점 밖에서는 살의에 가득찬 검은 조직이 움직이는 에피소드. |
| 581 | 1035화(대 2-67화) | 붉게 흔들리는 조준(타겟)                           | 붉게 흔들리는 타겟                               | 2010년 7월 17일  | 2022년 9월 26일 | 67권 file 3~8                               | 코난이 모리 탐정을 재워 폭탄 소동의 진의를 밝히고 검은 조직의 마수에서 거짓말을 통해 사람들을 살리며 끝나게 되는 에피소드. |
| 582 | 640화 (X3-05화)   | 좀비가 죽은 밤                                     | 좀비가 죽은 밤                                   | 2010년 7월 24일  | 2015년 1월 20일 | 오리지널 ep 179                             | 좀비로 분장한 스토커의 공격에 정당방어한 것처럼 꾸며 예전에 사귀었던 애인을 죽인 여성 코미디언의 범행을 밝히는 에피소드. |
| 스물아홉 번째 여는곡 : SUMMER TIME GONE |                   |                                                    |                                                  |                  |                 |                                             | |
| 583 | 513화             | 고바야시 선생님의 사랑                             | 담임선생님의 사랑                                | 2010년 8월 14일  | 2012년 5월 9일  | 67권 file 9 ~ 68권 file 1                   | 친구의 이사를 돕기 위해 떠난 아가사 박사 대신 소년탐정단과 함께 불꽃 놀이를 보러 온 코바야시 선생님이 우연히 피해자와 범인이 이야기하는 소리를 듣게 된 후 이삿짐 센터의 트럭을 발견하게 된다. 이후 피해자를 죽일 만한 용의자 3인에 대하여 선생님이 증언하러 경시청을 방문한다. 코바야시 선생님의 증언으로 3인이 잠정 무혐의 처분. 경시청 방문 후 시라토리 경부의 호의를 사토 형사 때문이라고 오인한 선생님은 시라토리 경부와 이야기를 꺼린다. 그리고 자세한 증언을 할 것을 우려한 범인이 코바야시 선생을 유인하여 습격한다. 그런데 어쩐지 사토 형사로 교환되어 있었다. 이후 코바야시 선생이 예전 서점 도둑을 말로 제압하던 시라토리 경부를 기억하게 된다. (569화와 연계되는 스토리이다.) 이후 갑자기 몰려든 기자들을 발견하게 된 코난. 알고 보니 괴도 키드와의 일전을 위해 돌연 지로키치 영감이 기린의 뿔을 찾았다고 선전한 것이었다. 이후 지로키치 영감에 의해 초대된 소년 탐정단과 소수의 촬영 스태프, 그리고 경찰 관계자들 앞에서 지로키치 영감이 경비의 삼엄함을 확인시킨다. 키드가 예고한 시간이 되자 정전이 발생한 후 창문이 열려 바람이 불게 된다. 이후 기린의 뿔이 사라지고 코난이 스턴건에 의해 기절하게 된다. 이후 깨어난 코난이 다른 탐정단원들과 대화하는 도중 속임수를 간파하게 된다. 이후 탐정단 일행에 의해 나카모리 경부로 변장한 괴도 키드가 어떤 식으로 기린의 뿔을 숨겼는지 밝혀지게 된다. |
| 584 | 514화             | 시라토리 경부의 실연                               | 백형사의 실연                                    | 2010년 8월 21일  | 2012년 5월 9일  | 67권 file 9 ~ 68권 file 1                   | 친구의 이사를 돕기 위해 떠난 아가사 박사 대신 소년탐정단과 함께 불꽃 놀이를 보러 온 코바야시 선생님이 우연히 피해자와 범인이 이야기하는 소리를 듣게 된 후 이삿짐 센터의 트럭을 발견하게 된다. 이후 피해자를 죽일 만한 용의자 3인에 대하여 선생님이 증언하러 경시청을 방문한다. 코바야시 선생님의 증언으로 3인이 잠정 무혐의 처분. 경시청 방문 후 시라토리 경부의 호의를 사토 형사 때문이라고 오인한 선생님은 시라토리 경부와 이야기를 꺼린다. 그리고 자세한 증언을 할 것을 우려한 범인이 코바야시 선생을 유인하여 습격한다. 그런데 어쩐지 사토 형사로 교환되어 있었다. 이후 코바야시 선생이 예전 서점 도둑을 말로 제압하던 시라토리 경부를 기억하게 된다. (569화와 연계되는 스토리이다.) 이후 갑자기 몰려든 기자들을 발견하게 된 코난. 알고 보니 괴도 키드와의 일전을 위해 돌연 지로키치 영감이 기린의 뿔을 찾았다고 선전한 것이었다. 이후 지로키치 영감에 의해 초대된 소년 탐정단과 소수의 촬영 스태프, 그리고 경찰 관계자들 앞에서 지로키치 영감이 경비의 삼엄함을 확인시킨다. 키드가 예고한 시간이 되자 정전이 발생한 후 창문이 열려 바람이 불게 된다. 이후 기린의 뿔이 사라지고 코난이 스턴건에 의해 기절하게 된다. 이후 깨어난 코난이 다른 탐정단원들과 대화하는 도중 속임수를 간파하게 된다. 이후 탐정단 일행에 의해 나카모리 경부로 변장한 괴도 키드가 어떤 식으로 기린의 뿔을 숨겼는지 밝혀지게 된다. |
| 585 | 515화             | 시간을 초월한 벚꽃의 사랑                          | 시간을 초월한 하얀꽃의 사랑                      | 2010년 8월 28일  | 2012년 5월 10일 | 67권 file 9 ~ 68권 file 1 & 68권 file 5 ~ 8 | 친구의 이사를 돕기 위해 떠난 아가사 박사 대신 소년탐정단과 함께 불꽃 놀이를 보러 온 코바야시 선생님이 우연히 피해자와 범인이 이야기하는 소리를 듣게 된 후 이삿짐 센터의 트럭을 발견하게 된다. 이후 피해자를 죽일 만한 용의자 3인에 대하여 선생님이 증언하러 경시청을 방문한다. 코바야시 선생님의 증언으로 3인이 잠정 무혐의 처분. 경시청 방문 후 시라토리 경부의 호의를 사토 형사 때문이라고 오인한 선생님은 시라토리 경부와 이야기를 꺼린다. 그리고 자세한 증언을 할 것을 우려한 범인이 코바야시 선생을 유인하여 습격한다. 그런데 어쩐지 사토 형사로 교환되어 있었다. 이후 코바야시 선생이 예전 서점 도둑을 말로 제압하던 시라토리 경부를 기억하게 된다. (569화와 연계되는 스토리이다.) 이후 갑자기 몰려든 기자들을 발견하게 된 코난. 알고 보니 괴도 키드와의 일전을 위해 돌연 지로키치 영감이 기린의 뿔을 찾았다고 선전한 것이었다. 이후 지로키치 영감에 의해 초대된 소년 탐정단과 소수의 촬영 스태프, 그리고 경찰 관계자들 앞에서 지로키치 영감이 경비의 삼엄함을 확인시킨다. 키드가 예고한 시간이 되자 정전이 발생한 후 창문이 열려 바람이 불게 된다. 이후 기린의 뿔이 사라지고 코난이 스턴건에 의해 기절하게 된다. 이후 깨어난 코난이 다른 탐정단원들과 대화하는 도중 속임수를 간파하게 된다. 이후 탐정단 일행에 의해 나카모리 경부로 변장한 괴도 키드가 어떤 식으로 기린의 뿔을 숨겼는지 밝혀지게 된다. |
| 586 | 516화             | 어둠으로 사라진 기린의 뿔                          | 어둠으로 사라진 기린의 뿔                        | 2010년 9월 4일   | 2012년 5월 10일 | 68권 file 5 ~ 8                             | 친구의 이사를 돕기 위해 떠난 아가사 박사 대신 소년탐정단과 함께 불꽃 놀이를 보러 온 코바야시 선생님이 우연히 피해자와 범인이 이야기하는 소리를 듣게 된 후 이삿짐 센터의 트럭을 발견하게 된다. 이후 피해자를 죽일 만한 용의자 3인에 대하여 선생님이 증언하러 경시청을 방문한다. 코바야시 선생님의 증언으로 3인이 잠정 무혐의 처분. 경시청 방문 후 시라토리 경부의 호의를 사토 형사 때문이라고 오인한 선생님은 시라토리 경부와 이야기를 꺼린다. 그리고 자세한 증언을 할 것을 우려한 범인이 코바야시 선생을 유인하여 습격한다. 그런데 어쩐지 사토 형사로 교환되어 있었다. 이후 코바야시 선생이 예전 서점 도둑을 말로 제압하던 시라토리 경부를 기억하게 된다. (569화와 연계되는 스토리이다.) 이후 갑자기 몰려든 기자들을 발견하게 된 코난. 알고 보니 괴도 키드와의 일전을 위해 돌연 지로키치 영감이 기린의 뿔을 찾았다고 선전한 것이었다. 이후 지로키치 영감에 의해 초대된 소년 탐정단과 소수의 촬영 스태프, 그리고 경찰 관계자들 앞에서 지로키치 영감이 경비의 삼엄함을 확인시킨다. 키드가 예고한 시간이 되자 정전이 발생한 후 창문이 열려 바람이 불게 된다. 이후 기린의 뿔이 사라지고 코난이 스턴건에 의해 기절하게 된다. 이후 깨어난 코난이 다른 탐정단원들과 대화하는 도중 속임수를 간파하게 된다. 이후 탐정단 일행에 의해 나카모리 경부로 변장한 괴도 키드가 어떤 식으로 기린의 뿔을 숨겼는지 밝혀지게 된다. |
| 587 | 517화             | 키드 vs 사신 탐정단                                | 키드 대 사신 탐정단                              | 2010년 9월 11일  | 2012년 5월 16일 | 68권 file 5 ~ 8                             | 친구의 이사를 돕기 위해 떠난 아가사 박사 대신 소년탐정단과 함께 불꽃 놀이를 보러 온 코바야시 선생님이 우연히 피해자와 범인이 이야기하는 소리를 듣게 된 후 이삿짐 센터의 트럭을 발견하게 된다. 이후 피해자를 죽일 만한 용의자 3인에 대하여 선생님이 증언하러 경시청을 방문한다. 코바야시 선생님의 증언으로 3인이 잠정 무혐의 처분. 경시청 방문 후 시라토리 경부의 호의를 사토 형사 때문이라고 오인한 선생님은 시라토리 경부와 이야기를 꺼린다. 그리고 자세한 증언을 할 것을 우려한 범인이 코바야시 선생을 유인하여 습격한다. 그런데 어쩐지 사토 형사로 교환되어 있었다. 이후 코바야시 선생이 예전 서점 도둑을 말로 제압하던 시라토리 경부를 기억하게 된다. (569화와 연계되는 스토리이다.) 이후 갑자기 몰려든 기자들을 발견하게 된 코난. 알고 보니 괴도 키드와의 일전을 위해 돌연 지로키치 영감이 기린의 뿔을 찾았다고 선전한 것이었다. 이후 지로키치 영감에 의해 초대된 소년 탐정단과 소수의 촬영 스태프, 그리고 경찰 관계자들 앞에서 지로키치 영감이 경비의 삼엄함을 확인시킨다. 키드가 예고한 시간이 되자 정전이 발생한 후 창문이 열려 바람이 불게 된다. 이후 기린의 뿔이 사라지고 코난이 스턴건에 의해 기절하게 된다. 이후 깨어난 코난이 다른 탐정단원들과 대화하는 도중 속임수를 간파하게 된다. 이후 탐정단 일행에 의해 나카모리 경부로 변장한 괴도 키드가 어떤 식으로 기린의 뿔을 숨겼는지 밝혀지게 된다. |
| 서른여섯 번째 닫는곡 : Tomorrow is the last Time |                   |                                                    |                                                  |                  |                 |                                             | |
| 588 | 518화             | 옥상 농원의 함정                                   | 옥상 농원의 함정                                 | 2010년 9월 18일  | 2012년 5월 16일 | 오리지널 ep 180                             | 옥상 농원을 가꾸는 사람들에게 민폐를 끼치는 어느 할아버지가 죽은 사건의 진상과 범인을 밝혀내는 에피소드. 다른 인물들과 트러블을 일으키면 안된다는 교훈을 던져준다. |
| 589 | 519화             | 최악의 생일 (전편)                                 | 최악의 생일 (전편)                               | 2010년 9월 25일  | 2012년 5월 17일 | 68권 file 2 ~ 4                             | 키사키(노애리) 변호사의 생일을 앞두고 어느 레이싱걸 출신 부인이 변호사가 머무는 방에서 살해당한 채 발견되어 변호사가 용의자가 되는 에피소드. |
| 590 | 520화             | 최악의 생일 (후편)                                 | 최악의 생일 (후편)                               | 2010년 10월 2일  | 2012년 5월 17일 | 68권 file 2 ~ 4                             | 키사키(노애리) 변호사의 혐의를 풀어주고 모리 탐정에게 용기를 주기 위해 코난이 모리 탐정을 재우지 않고 힌트를 주어 사건을 해결하는 에피소드. |
| 591 | 521화             | 수족관이 있는 집                                   | 수족관이 있는 집                                 | 2010년 10월 16일 | 2012년 5월 23일 | 오리지널 ep 181                             | 어느 수족관 디자이너가 조수에게 살해당한 사건을 초연 반응을 통해 해결하는 에피소드. 사망한 수족관 디자이너의 사망 추정 시간이 조수에 의해 조작된 사실 또한 밝혀짐. |
| 592 | 1037화(대 2-69화) | 원숭이와 쿠마데의 토리모노쵸(전편)                 | 원술이와 복 갈퀴 사건 수첩 (전편)                | 2010년 10월 23일 | 2022년 10월 3일 | 68권 file 9 ~ 11                            | 토리노이치 때마다 소매치기를 하는 일명 "토리남"에 의해 한 대학생이 칼에 찔리고, 그 대학생이 닭이 아니라 9마리의 원숭이라는 메시지를 남기는 에피소드. |
| 593 | 1038화(대 2-70화) | 원숭이와 쿠마데의 토리모노쵸 (후편)                | 원숭이와 복 갈퀴 사건 수첩 (후편)                | 2010년 10월 30일 | 2022년 10월 3일 | 68권 file 9 ~ 11                            | 토리남의 정체는 사실 칼에 찔린 대학생이었고, 소매치기 당한 가방 안에 있었던 회사의 공금을 횡령한 통장이 들통날 것을 우려하여 대학생을 찌르고 도망친 회사원이 란의 일격(...)에 깨지는 에피소드. 대학생이 남겼던 9마리의 원숭이는 60갑자를 이용한 메시지였다. |
| 594 | 1039화(대 2-71화) | 히로시마 미야지마 7가지 불가사의 투어 (미야지마편) | 히로시마 미야지마 7대 불가사의 투어 (미야지마편) | 2010년 11월 6일  | 2022년 10월 3일 | 오리지널 ep 182                             | 미야지마에 여행 프로그램 촬영차 제작진과 온 모리 탐정 일행. 하지만 프로그램 촬영 도중 '7대 불가사의'를 모방한 소동들이 연달아 일어나고 제작진 중 하나가 기묘한 메시지를 남기고 숨을 거두게 되는 에피소드. |
| 595 | 1040화(대 2-72화) | 히로시마 미야지마 7가지 불가사의 투어 (히로시마편) | 히로시마 미야지마 7대 불가사의 투어 (히로시마편) | 2010년 11월 13일 | 2022년 10월 3일 | 오리지널 ep 182                             | 일련의 사건을 해결하기 위해 히로시마를 방문한 모리(유명한) 탐정과 제작진 일행. 그리고 사건을 일으킨 범인을 나중에서야 알아낸 코난이 모리 탐정을 잠재워 사건을 일으킨 범인을 밝혀내고 범행을 저지하는 에피소드. |
| 596 | 522화             | 전락의 알리바이                                    | 추락의 알리바이                                  | 2010년 11월 20일 | 2012년 5월 23일 | 오리지널 ep 183                             | 조작된 내선 전화를 이용해 꾸민 알리바이 속임수를 무너트리며 전락 사건의 진상을 밝혀내는 에피소드. |
| 597 | 641화 (X3-06화)   | 수증기 밀실의 시나리오 (전편)                      | 수증기 밀실의 시나리오 (전편)                    | 2010년 11월 27일 | 2015년 1월 27일 | 69권 File 4 ~ 6                             | 호수 위 노천탕에서 영화 촬영을 온 사람들 중 각본가가 꼭두새벽에 탕 안에서 사망한 채 발견되는 에피소드. |
| 598 | 642화 (X3-07화)   | 수증기 밀실의 시나리오 (후편)                      | 수증기 밀실의 시나리오 (후편)                    | 2010년 12월 4일  | 2015년 1월 27일 | 69권 File 4 ~ 6                             | 하이바라가 사건을 해결하는 와중에 자신의 알몸을 본 것을 아무렇지 않게 얘기하는 코난에게 고도의 복수를 하게 되는 에피소드. |
| 599 | 523화             | 정의의 편(세이키노 미카타)                         | 정의의 용사                                      | 2010년 12월 11일 | 2012년 5월 24일 | 오리지널 ep 184                             | '정의의 편'을 자처하던 어느 노인이 어느 사기 조직의 일원을 죽인 범인으로 밝혀지는 에피소드. |
| 600 | 643화 (X3-08화)   | 갓파가 꾸는 꿈 (전편)                              | 거북 인간이 꾼 꿈 (전편)                         | 2010년 12월 18일 | 2015년 2월 3일  | 69권 File 1 ~ 3                             | 11년 전 사망사고가 일어난 늪의 근처 여관에서 여관 주인이 늪의 물로 익사당하는 에피소드. |
| 601 | 644화 (X3-09화)   | 갓파가 꾸는 꿈 (후편)                              | 거북 인간이 꾼 꿈 (후편)                         | 2010년 12월 25일 | 2015년 2월 3일  | 69권 File 1 ~ 3                             | 범인이 어떻게 다른 사람의 눈을 속이고 늪의 물을 떠와 여관 주인을 살해했는지 밝혀내는 에피소드. |

### 내용주
1. ↑  극장판 13기 개봉 기념 '검은조직 스페셜'의 일환으로 케이블에서는 평소 방송시간이 아닌 금요일 7시에 2시간 연속으로 방영되었다. (IPTV에서는 평소 방송시간대로 방영되었다.)
2. ↑  당시 닫는 곡(엔딩)의 화면은 아직 하이비전으로 제작되지 않아, 기존의 화면(4:3)을 사용했다. 그 후 스물여섯 번째 닫는 곡인 "하얀 눈"부터 HD로 제작되었다.
3. ↑  한국에서는 투니버스가 이례적으로, 화면비율을 찌그러뜨리거나 위 아래로 검은 띄를 나타내는 대신, 좌우를 자른 형태로 방영되고 있었으나, 469(404)화 이후로는 레터박스 형태로 방영하고 있다.
4. ↑  작화 감독의 부재로 봄인 4월까지 이 닫는곡을 사용하여 시청자들에게 비난을 사기도 하였다.
5. ↑  마네키네코(招き猫): 앞발로 사람이나 돈을 부르는 형태를 한 고양이 장식물.
6. ↑  야부사메: 기사(騎射)의 한 가지. 말을 타고 달리면서 3개의 과녁을 우는살로 차례로 쏘는 경기.
7. ↑  “金曜特別ロードショー〈ルパン三世vs名探偵コナン〉- 금요 로드쇼《루팡 3세 vs 명탐정 코난》”. 2011년 1월 8일에 원본 문서에서 보존된 문서. 2016년 7월 23일에 확인함.
8. ↑  소연(騷然) : 시끄러움. 유사어로는 소란(騷亂), 소동(騷動) 등이 있다.
9. ↑  쿠마데(くまで)[熊手] : 갈퀴. 복을 긁어모은다는 의미의 장식품으로 1년동안 걸어두며 집안의 안녕 또는 가게의 번영을 기원한다고 함.
10. ↑  일본판 제목으로 "トリ物帖"이며, 직역하면 새물첩이 되나 음독으로 토리모노쵸라 씀(토리모노쵸[とりものちょう]는 에도 시대를 배경으로 한 추리 소설이라는 뜻도 있음).
11. ↑  토리노이치: 매년 11월 유일(酉日)마다 일본에서 다음 해의 무사안녕(無事安寧)을 기원하는 일본 특유의 연말 행사.

## 같이 보기
- 명탐정 코난 (일본의 만화)
- 명탐정 코난 (애니메이션)